# Castell de Neuschwanstein
El castell de Neuschwanstein - Schloss Neuschwanstein en alemany (pronunciació: nɔʏˈʃvaːnʃtaɪ̯n, traducció literal al català: «Nou cigne de pedra» - és un palau d'estil neoromànic del segle xix, situat en un turó sobre la vila de Schwangau, prop de Füssen, al sud-oest de l'estat federat alemany de Baviera. La construcció del palau va ser encarregada i costejada per Lluís II de Baviera el 1869. Originalment es va anomenar Nou castell de Hohenschwangau, en honor del castell on el rei va passar gran part de la infantesa; el nom es va canviar després de la mort de Lluís II el 1886, quan fou immediatament obert al públic. És l'edifici més fotografiat d'Alemanya i una de les destinacions turístiques més populars d'aquell estat, amb 1.400.000 visitants anuals, fins a un màxim de 6.000 visitants diaris a l'estiu.
El castell de Neuschwanstein es va construir en una època en què els castells i les fortaleses ja no eren necessaris des del punt de vista estratègic. Va néixer en la imaginació de Lluís II com una pura fantasia romàntica d'un castell medieval idealitzat. És una composició de torres i murs que pretenien harmonitzar amb les muntanyes i els llacs. Està situat sobre el congost de Pöllat als Alps Bavaresos i s'alça sobre el castell de Hohenschwangau i els llacs Alpsee i Schwan.
Combina eclècticament diversos estils arquitectònics i el seu interior alberga múltiples peces d'artesania no menys fantàstiques. El seu disseny no és funcional, sinó estètic, i és en bona part el producte de la ment d'un escenògraf teatral. Per dins, a més de contínues referències a llegendes i personatges medievals com Tristany i Isolda o Ferran el Catòlic, conté una completa xarxa de llum elèctrica, el primer telèfon mòbil de la història (amb una cobertura de sis metres), una cuina que aprofitava la calor seguint regles elaborades per Leonardo da Vinci i vista sobre els paisatges dels Alps Bavaresos, incloent una cascada que el monarca podia contemplar des de la seva habitació.
El palau té un lloc destacat en diverses pel·lícules i va ser la inspiració per al castell de La Bella Dorment de Disneyland i més tard, per a estructures similars.
El castell fou proposat com a candidat al concurs de Les set noves meravelles del món l'any 2007.

## L'edifici

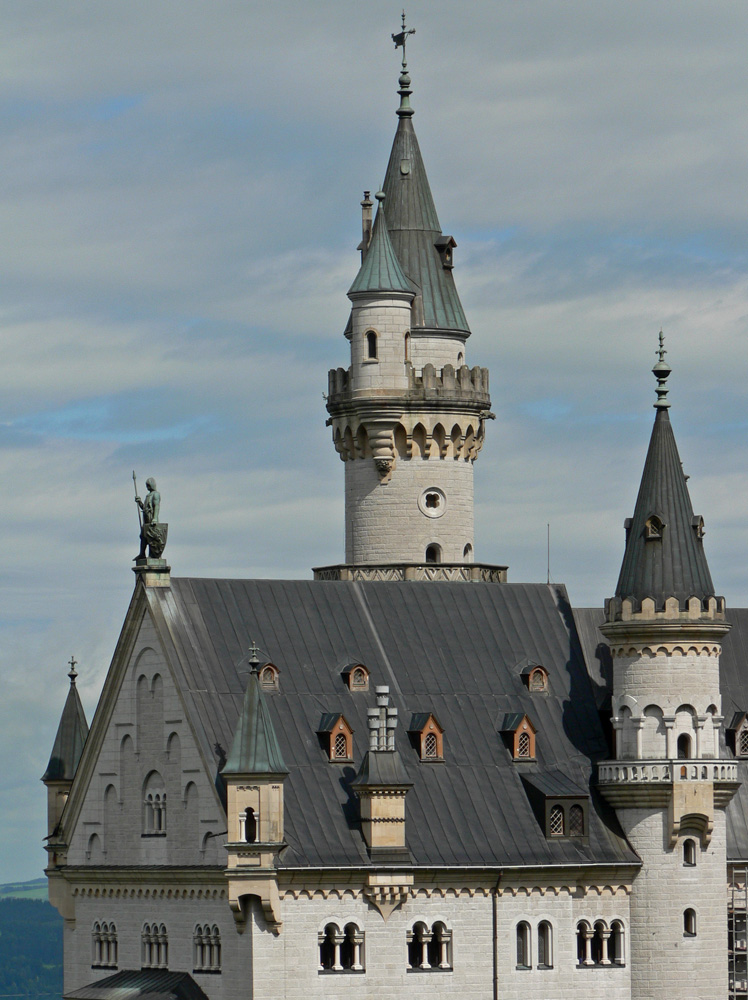
Detall de la teulada del palau.

El castell de Neuschwanstein consta de diversos edificis individuals amb uns 150 metres de longitud total, construïts sobre una gorja rocosa. La construcció té nombroses torres, torretes, gablets, merlets i escultures. Les finestres són d'estil romànic, majoritàriament en forma de bi i trifori. El conjunt d'edificis, amb el fons de la muntanya Tegelberg en un costat, el congost de Pöllat al sud i el paisatge de turons rics en llacs dels Alps Bavaresos, ofereix una imatge pintoresca des de qualsevol direcció. Va ser concebut com un ideal romàntic del castell per al cavaller medieval. A diferència dels castells «reals» que normalment són fruit de l'obra de diversos segles de construcció, Neuschwanstein va ser planejat i construït de principi a fi en un sol període de treball com un edifici asimètric construït en parts. El disseny fa referència als elements típics dels castells, però no té unes instal·lacions defensives reals, que haurien estat el més important en una residència de la noblesa medieval.

## Les edificacions externes

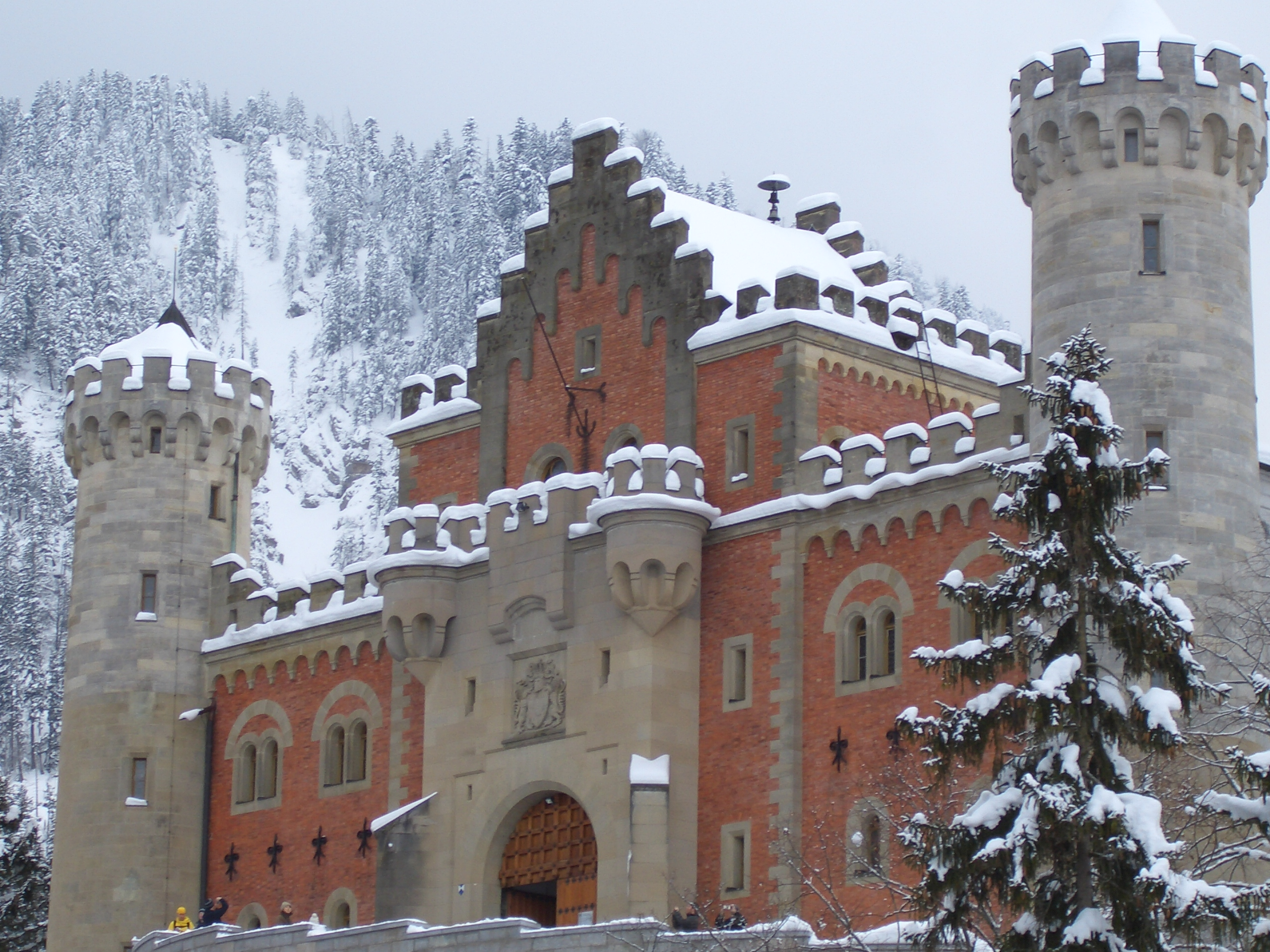
Detall de la barbacana.

L'entrada al complex del castell es realitza per una barbacana simètrica flanquejada per torres laterals. Aquest edifici, orientat cap a l'oest, és l'únic del castell els murs del qual estan decorats amb colors contrastants; els murs externs estan emmarcats en maó vermell, mentre que la façana interna que dona al pati d'armes és de pedra calcària groga. La cornisa està rematada amb merlets a tot el seu voltant. La façana de la barbacana està coronada per un gablet esglaonat que conté una cambra des de la qual Lluís II observava les tasques de construcció abans que el palau del castell fora acabat. En el primer nivell estava previst que hi hagués els estables.
Sobre la llinda de la porta d'accés hi ha un escut del regne de Baviera. El passatge condueix a un pati d'armes de dos nivells. El pati inferior està delimitat per la barbacana a l'oest, per la base de l'anomenada «torre quadrada» amb ala d'unió al nord, mentre que el costat sud està obert i té vistes del paisatge muntanyós. Al costat est del pati inferior hi ha un terraplè enrajolat; la protuberància poligonal marca el cor de la planejada capella. D'aquí, una escala condueix al pati superior.
L'edificació més cridanera del pati d'armes superior és l'anomenada «torre quadrada» de 45 metres d'altura. Aquesta torre, com la majoria dels edificis del pati d'armes, té més que res propòsit decoratiu dins el conjunt del castell. Des de la seva plataforma d'observació es gaudeix d'expansives vistes dels contraforts dels Alps cap al nord. El costat nord del pati d'armes superior està delimitat per l'anomenada «Casa dels cavallers» (Ritterhaus). Aquest edifici de tres plantes està connectat per una ala d'unió d'arcs cecs amb la «torre quadrada» i la barbacana. Segons la concepció romàntica d'un castell medieval, la «Casa dels cavallers» era el lloc on els homes de la fortalesa es reunien i residien, a Neuschwanstein estava prevista per a oficines i cambres de servei. A la banda sud del pati d'armes superior, com a contrapartida a la «Casa dels cavallers», hi ha la «Cambra de les Dames» també de tres plantes i que mai va ser usada com a tal. Aquestes dues estructures evoquen el castell d'Anvers del primer acte de l'òpera Lohengrin de Wagner. Al paviment del pati s'hi pot veure la forma de la planta de la capella del castell, la qual mai va ser construïda.
El costat est del pati superior està delimitat pel «palau», que constitueix el veritable edifici principal i residencial del castell. Aquest edifici conté les cambres d'estat i pompa del rei, així com les cambres dels servents. El palau és una colossal estructura de cinc plantes amb forma de dos ortoedres connectats en un angle pla i coberts amb un alt sostre a dues aigües. La forma de l'edifici segueix la forma de la cresta rocosa. En els seus angles hi ha adjuntes 2 torre-escales, de les quals la nord arriba 65 metres d'altura i sobrepassa el sostre de l'edifici per molts pisos. Les dues torres, amb els seus sostres cònics multiformes, recorden els sostres de les torres del castell de Pierrefonds en què es van inspirar. La façana principal del palau està orientada cap a l'oest i conté un balcó de dos nivells, mentre que al nord sobresurt una torre-escala inferior i un hivernacle. Aquesta façana està a més decorada amb frescos i el seu gablet està coronat per l'escultura d'un lleó, mentre que el gablet del costat oest ho està per una escultura d'un cavaller. Tot l'edifici del palau està decorat amb múltiples xemeneies i torretes.

## Localització i primers dissenys

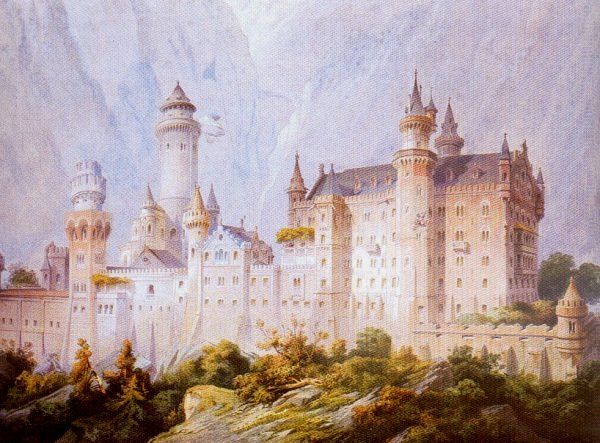
Un dels esborranys de Christian Jank.

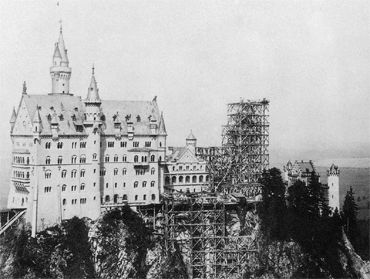
El castell en construcció el 1886.

Durant l'edat mitjana hi havia al congost de Pöllat dos petits castells. El primer consistia a un palauet romànic i una torrassa anomenat Vorderhohenschwangau ("Davant de Hohenschwangau"). El segon consistia a una torre fortificada amb recambres, anomenat Hinterhohenschwangau ("Darrere de Hohenschwangau"). El districte de Schwangau, on els dos castells estaven localitzats, era feu de la família Wittelsbach des del segle xv, i cap al segle xix tots dos estaven en ruïnes. Les restes del Hinterhohenschwangau havien estat convertides en un mirador.
Lluís II de Baviera va passar part de la seva infantesa i joventut a prop d'aquestes ruïnes, al Castell de Hohenschwangau, que el seu pare Maximilià II havia transformat d'un castell medieval a un castell residencial l'any 1837. El nom original de Hohenschwangau era Schwanstein ("Cigne de Pedra") i el nom no va canviar fins a la fi de la remodelació. El petit Lluís va visitar les ruïnes de tots dos castells medievals diverses vegades i el 1859 va dibuixar les ruïnes del Vorderhohenschwangau al seu diari.
El primer gran projecte de construcció del jove rei Lluís II en pujar al tron el 1864, va ser la reconstrucció de Vorderhohenschwangau, el futur castell de Neuschwanstein. Després de Neuschwanstein, que estava conceptualitzat com el castell ideal per al cavaller medieval, van seguir Linderhof, un palau de plaer en estil rococó i el palau de Herrenchiemsee, que representava un monument a l'absolutisme. El seu interès en construir Neuschwanstein va ser despertat per dos viatges: el maig de 1867 va visitar al seu germà Otto al castell de Wartburg a Eisenach i el juliol del mateix any va visitar el castell de Pierrefonds, que havia estat restaurat per Eugène Viollet-le-Duc respectant l'estil històric de l'edifici. En l'apreciació del rei ambdós castells representaven una visió romàntica de l'edat mitjana, igual com les sagues musicals de Richard Wagner, les òperes Tannhäuser i Lohengrin, que l'havien impressionat fortament.
El 15 maig de 1868 va escriure a Wagner dient-li que volia construir un castell «a l'estil autèntic dels antics castells alemanys» sobre el congost de Pöllat i que seria «més bell i acollidor que el castell de sota, el de Hohenschwangau».
A la mort el 1848 del seu avi, Lluís I de Baviera, el jove rei Lluís II va obtenir control dels béns de la seva herència, de manera que tenia a la seva disposició considerables recursos financers. Amb la planejada construcció del castell, Lluís II volia obtenir un refugi fora de la capital, Múnic, on pogués viure la seva fantasia medieval. El primer esborrany va ser creat per l'escenògraf teatral muniquès, Christian Jank i els plans arquitectònics van ser realitzats per l'arquitecte Eduard Riedel. Es va considerar integrar les ruïnes existents en el disseny, però a causa de dificultats tècniques, això no es va realitzar. Els primers plans es van orientar en l'estil del castell de Nuremberg, rebutjant plans més senzills basats en l'antic castell de Vorderhohenschwangau. L'abast i grandària dels plans es va anar incrementant, inspirant-se més i més en el castell de Wartburg. El rei seguia de prop el desenvolupament dels plans i havia d'aprovar cada esborrany abans de continuar. La seva influència va ser tal que es pot dir que el castell és més la seva pròpia creació que la dels arquitectes participants.

## El castell sota Lluís II

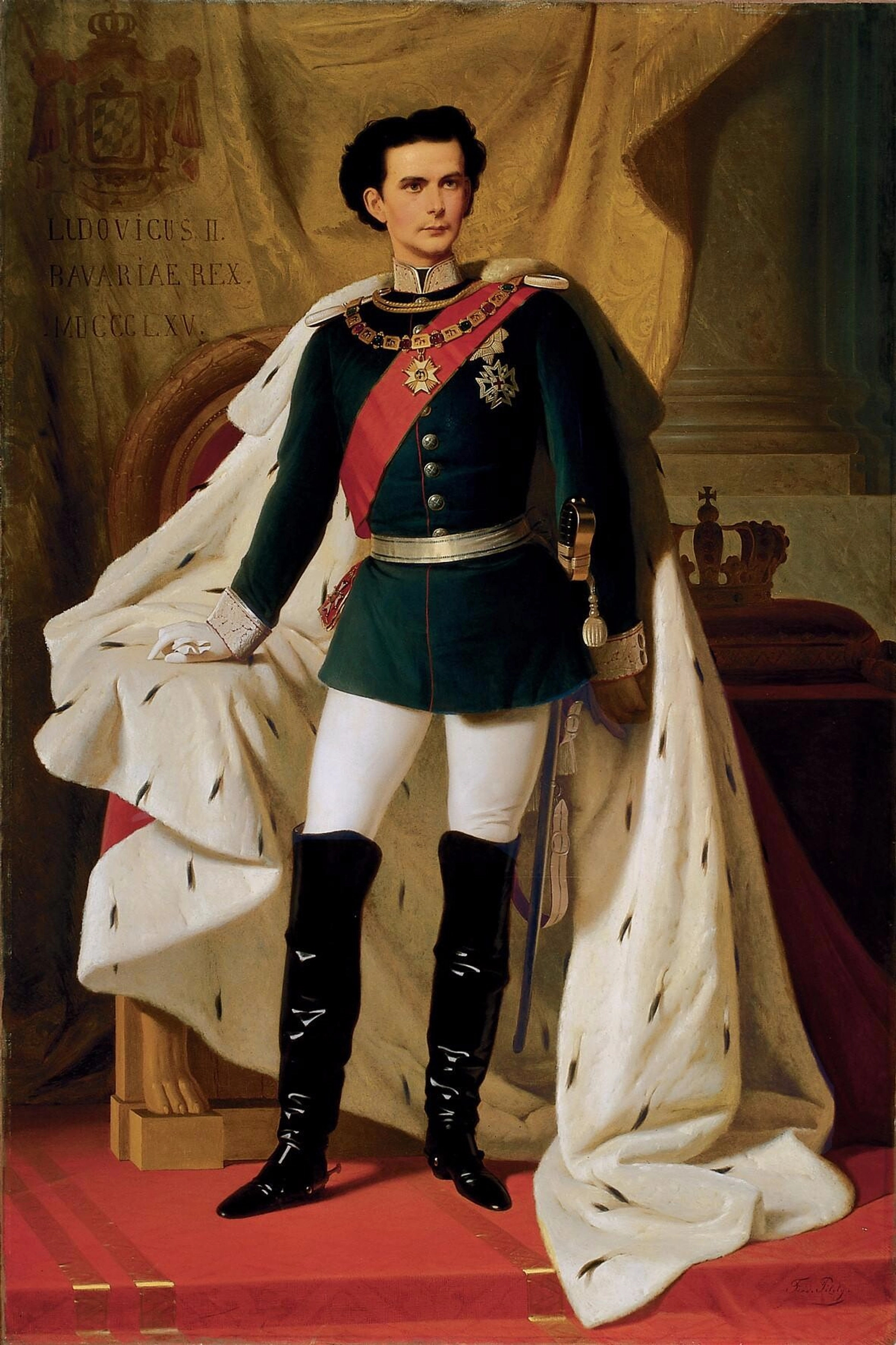
Retrat de Lluís II de Baviera a vint anys, per Ferdinand von Piloty.

La construcció del castell va començar el 1869. Els capricis i les demandes del Lluís II van créixer amb l'edifici de la mateixa manera com ho van fer els pressupostos, els plans i les despeses reals. Aquesta va ser la raó per la qual una gran modesta sala de treball en el pla original va esdevenir la Sala del tron (Thronsaal) i per la qual una cambra de convidats es va transformar en una Sala àrab (Maurischen Saal) que finalment no es va poder realitzar per falta de diners. També és la raó per la qual la data d'acabament, originalment planejada per 1872, va haver de ser postergada repetidament.
El 1871 en compensació per l'anomenada «Carta del Kàiser» (Kaiserbrief), per la qual Lluís II va acceptar que Guillem I de Prússia pogués fer servir el títol de Kaiser o Emperador d'Alemanya, Luis II va rebre part dels fons confiscats al Casal de Welf. Tot i això, els seus recursos financers van seguir disminuint a causa dels seus altres projectes de construcció. El 1884 el rei va viatjar des de Múnic per residir per primera vegada al castell encara en plena construcció. El 1885 va rebre-hi la visita de la seva mare, la reina Maria de Prússia i cap al 1886 el palau i la barbacana del castell estaven en la seva major part complets. Fins a la seva mort aquest mateix any, en circumstàncies encara no completament aclarides, Lluís II va viure només un total de 172 dies al castell.
Se suposava que Neuschwanstein havia de servir a Lluís II com un escenari teatral habitable. Era un temple d'amistat dedicat a la vida i obres del compositor Richard Wagner qui no obstant això mai el va visitar. De fet, el mateix nom del castell estava inspirat en el «cavaller dels cignes», un dels personatges de les obres de l'esmentat compositor. Malgrat la seva grandària, el castell no estava planejat per rebre i albergar la cort noble, ja que només tenia cambres per al rei i els seus servents. El palau estava dissenyat més amb fins decoratius que amb consideracions residencials pràctiques. Per exemple, l'"Habitació de les Dames» (Kemenate) havia de recordar el segon acte de Lohengrin que en part pren lloc en una cambra similar.
Lluís II va pagar pels seus edificis amb els seus propis recursos monetaris i amb els diners assignats per l'estat als nobles per despeses de representació, en l'anomenada llista civil. Contràriament al que comunament es pensa, les seves construccions no van ser un pes insostenible per als recursos del regne. Els costos de construcció de Neuschwanstein van ascendir fins a la mort del rei a un total de 6 180 047 marcs d'or, havent començat amb un pressupost original de 3.2 milions de marcs d'or. Els mitjans privats del rei no arribaven per pagar tots els seus projectes, i per això va haver de dependre de préstecs per continuar. Cap a l'any 1883 els seus deutes ascendien a set milions de marcs d'or i el 1885 es va veure amenaçat d'un possible embargament.
Les disputes sobre els deutes del governant van portar al fet que el 1886 el govern bavarès incapacités el rei. Al moment de la seva incapacitació el 9 de juny de 1886, Lluís II es trobava a Neuschwanstein i aquest va ser l'últim dels palaus comissionats per ell en què va viure. Amb motiu del seu imminent derrocament per mitjà d'una comitiva enviada al castell des de Múnic, Luis II va manar l'endemà que es tanquessin les portes de la barbacana. Després del fracàs de la primera comitiva, una segona comitiva amb Bernhard von Guddens al capdavant, va visitar el rei l'11 de juny. Aquesta mateixa nit el rei es va veure forçat a abandonar el castell, al qual mai més tornaria.

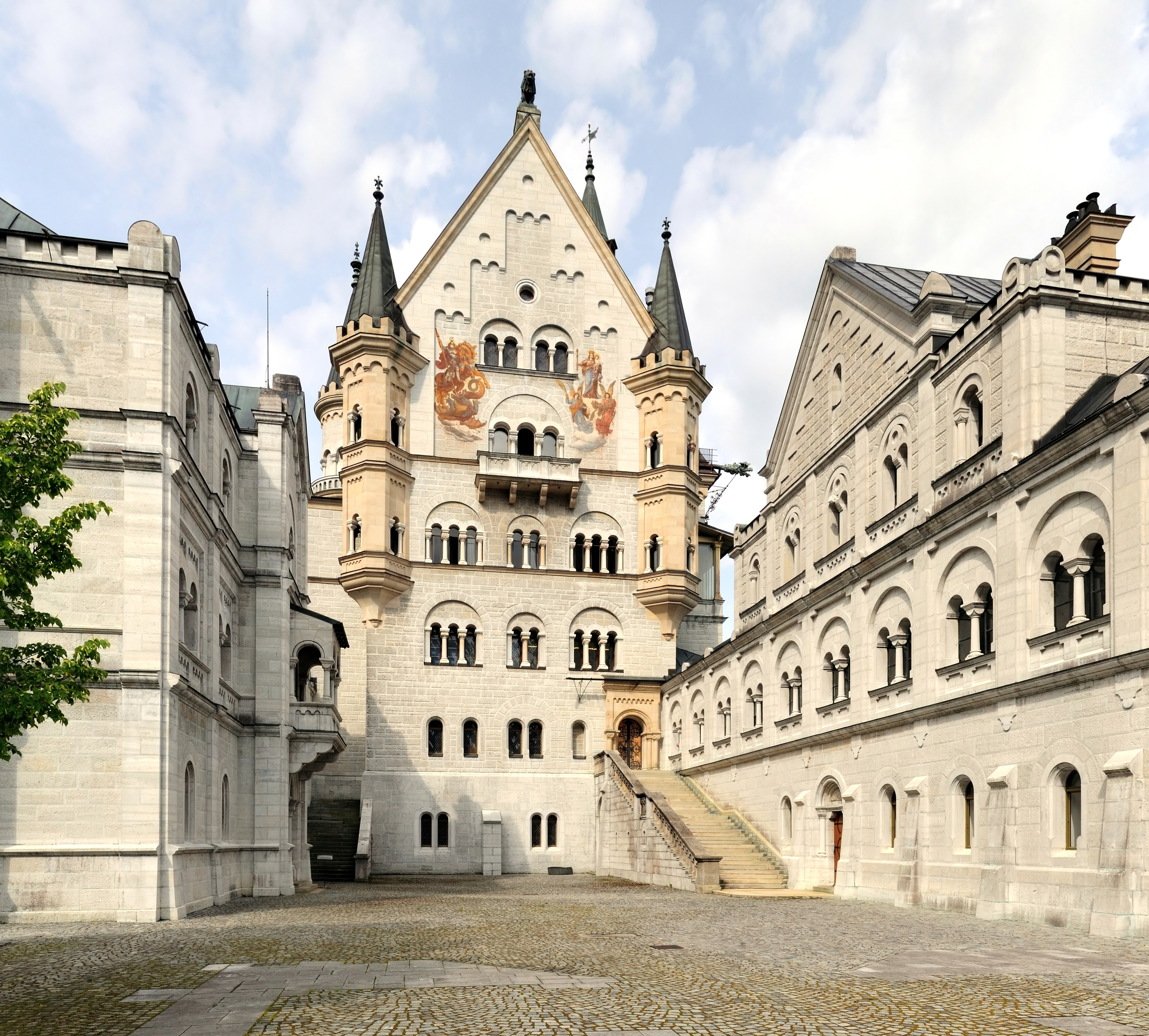
Vista de la façana del palau des del pati superior. A la dreta hi ha la «Casa dels cavallers» i a l'esquerra la «Casa de les dames».

L'any 1869 les ruïnes dels dos castells medievals del lloc van ser demolides. Els treballs de construcció de la barbacana van començar el febrer de 1869 i la pedra angular de l'edifici del palau es va posar el 5 de setembre d'aquest mateix any. Entre els anys 1869 i 1873 la barbacana va ser acabada i completament moblada perquè Lluís II pogués residir-hi i observar els treballs de construcció. El 1874, Georg von Dollmann es va fer càrrec de dirigir les obres rellevant Eduard Riedel. El 1880 es va realitzar la cerimònia de topall de l'edifici del palau, obres que es van estendre fins a 1884, el mateix any en què Julius Hofmann va reemplaçar Riedel, que havia perdut el favor reial.
El castell va ser construït de forma convencional amb maons i després revestit amb diversos tipus de pedra. La pedra calcària blanca de les façanes prové d'una pedrera propera. La pedra sorrenca per a les portalades i els miradors provenen del Regne de Württemberg. Per a les finestres, les costelles de les voltes, columnes i capitells es va fer servir marbre provinent de l'àrea de Salzburg. La Sala del tron va ser una addició posterior i va requerir una armadura d'acer. Per facilitar el transport dels materials de construcció es van construir bastides i es va utilitzar una grua a vapor per pujar els materials. Hi havia una grua addicional per alleujar el treball físic en el punt on es realitzaven les obres. Una organització precursora de la TÜV certificava regularment la seguretat del lloc de treball.
La gegantina construcció va ser durant dues dècades el major ocupador de la regió. El 1880 treballaven diàriament uns 200 artesans en l'obra sense comptar els proveïdors i altres persones involucrades en els treballs. En algunes ocasions, com quan el rei feia canvis sobtats o s'apropava un cap de termini important, s'empraven fins a 300 artesans que fins i tot treballaven durant la nit utilitzant llums d'oli. Les estadístiques dels anys 1879 i 1880 revelen l'ús d'immenses quantitats de materials de construcció: 465 tones de marbre de Salzburg, 1550 tones de marès, 400.000 maons i 2050 metres cúbics de fusta per a les bastides.
El 3 d'abril de 1870 es va fundar una societat per assegurar els treballadors per una mòdica suma que els permetia seguir rebent el seu salari en cas de malaltia o lesions. Aquesta assegurança era a més suplementada per significants contribucions del mateix rei. En cas de mort accidental dels beneficiaris del treballador rebien una petita pensió, la qual cosa era poc usual en aquesta època. Les estadístiques reporten que 39 famílies van rebre el benefici de mort accidental, que per a les construccions de l'època i les condicions geogràfiques del lloc, van ser poques.

## El castell inacabat

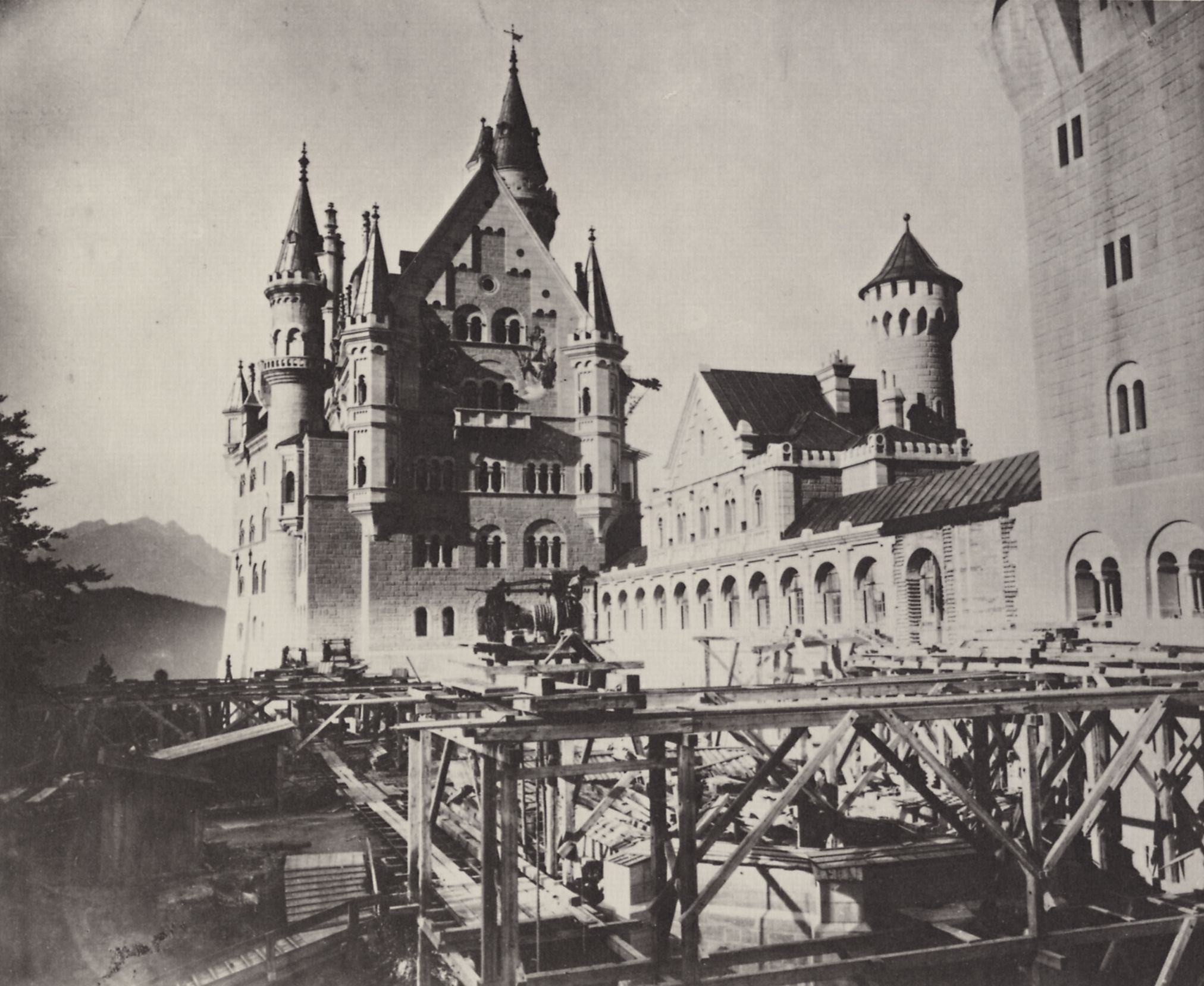
El pati superior durant la construcció.

Al moment de la mort de Lluís II el 1886 el castell no estava acabat. La barbacana i el palau eren en la major part llestos i la «torre quadrada» encara a mig fer, però l'obra de la Cambra de les dames encara no havia començat i no va ser acabada sinó fins al 1892 de forma simplificada, igualment com «La casa dels cavallers». L'ala d'unió de la «Casa dels cavallers» estava prevista per ser construïda de manera «naturalista», amb columnes semblants a troncs d'arbres coronats per capitells. La «Cambra de les dames» havia d'estar decorada amb escultures de santes. Una torre de l'homenatge de 90 metres era previst com nucli del conjunt, amb una capella de tres naus a la planta baixa, a lla vora del pati d'armes superior. Quan els treballs es van interrompre definitivament, només se n'havien fet els fonaments. L'ala d'unió entre la barbacana i la «Cambra de les dames» no es va fer. El mateix destí van patir la font, el jardí i les terrasses que havien d'anar al costat oest del palau.
Després del 1886 es va interrompre el moblat i decoració de les cambres de l'interior del castell. Els corredors i avantsales es van pintar de forma simplificada, i els treballs van concloure el 1888. Tampoc no es va fer la «Sala àrab» desitjada pel rei i molt menys l'anomenada «Pileta dels cavallers» (Ritterbad), modelada a l'estil del Ritterbad del castell de Wartburg com a homenatge al culte dels cavallers medievals pel bany d'immersió, ni la «recambra de la núvia» (Brautgemach) a la «Cambra de les dames», les cambres de les visites, o la sala de banquets del palau. Per a moltes de les cambres del castell, que estava concebut com una «casa privada», ni tan sols existien conceptes per al seu ús.

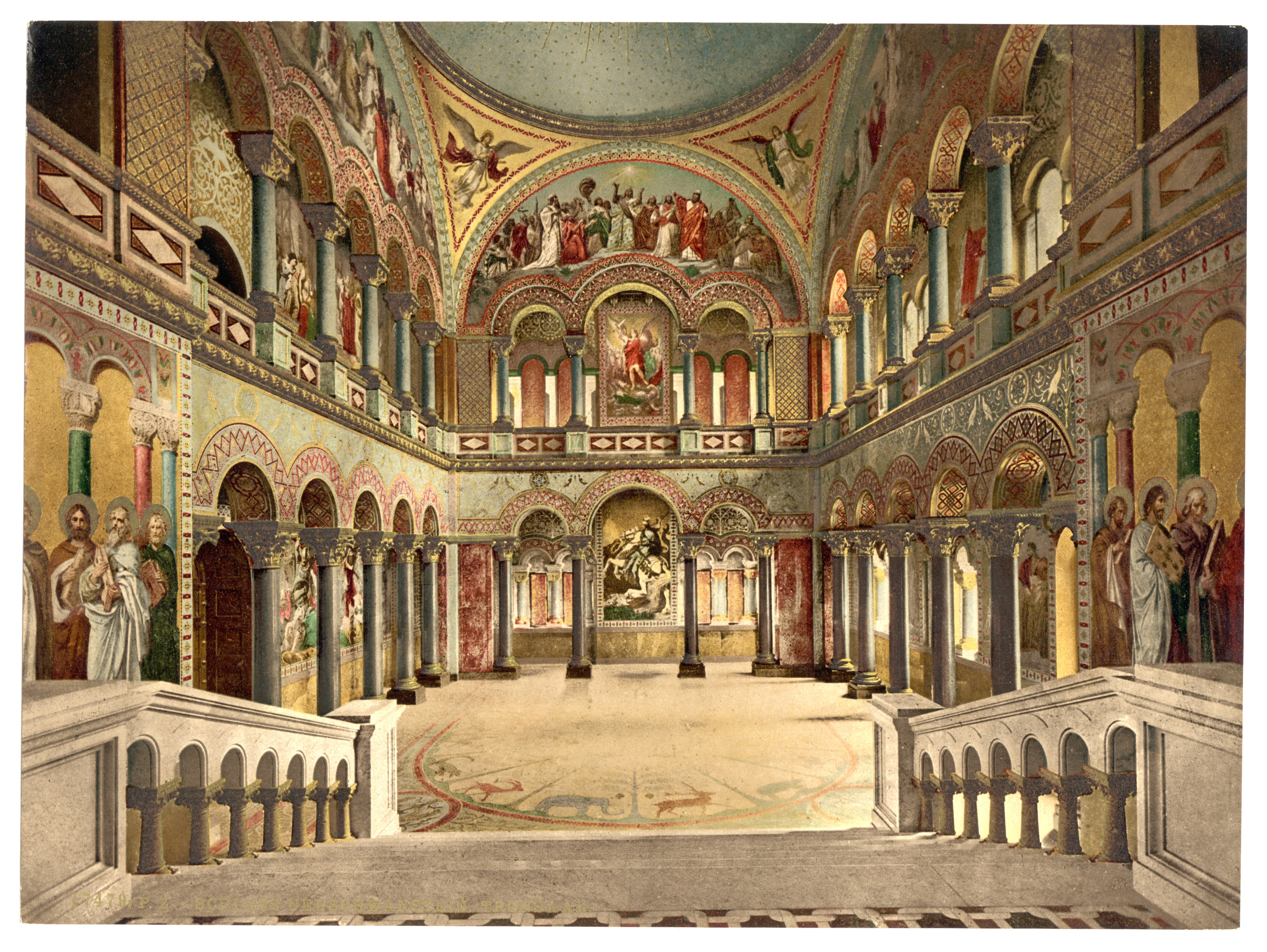
Fotocrom de la Sala del tron, vista des del tron.

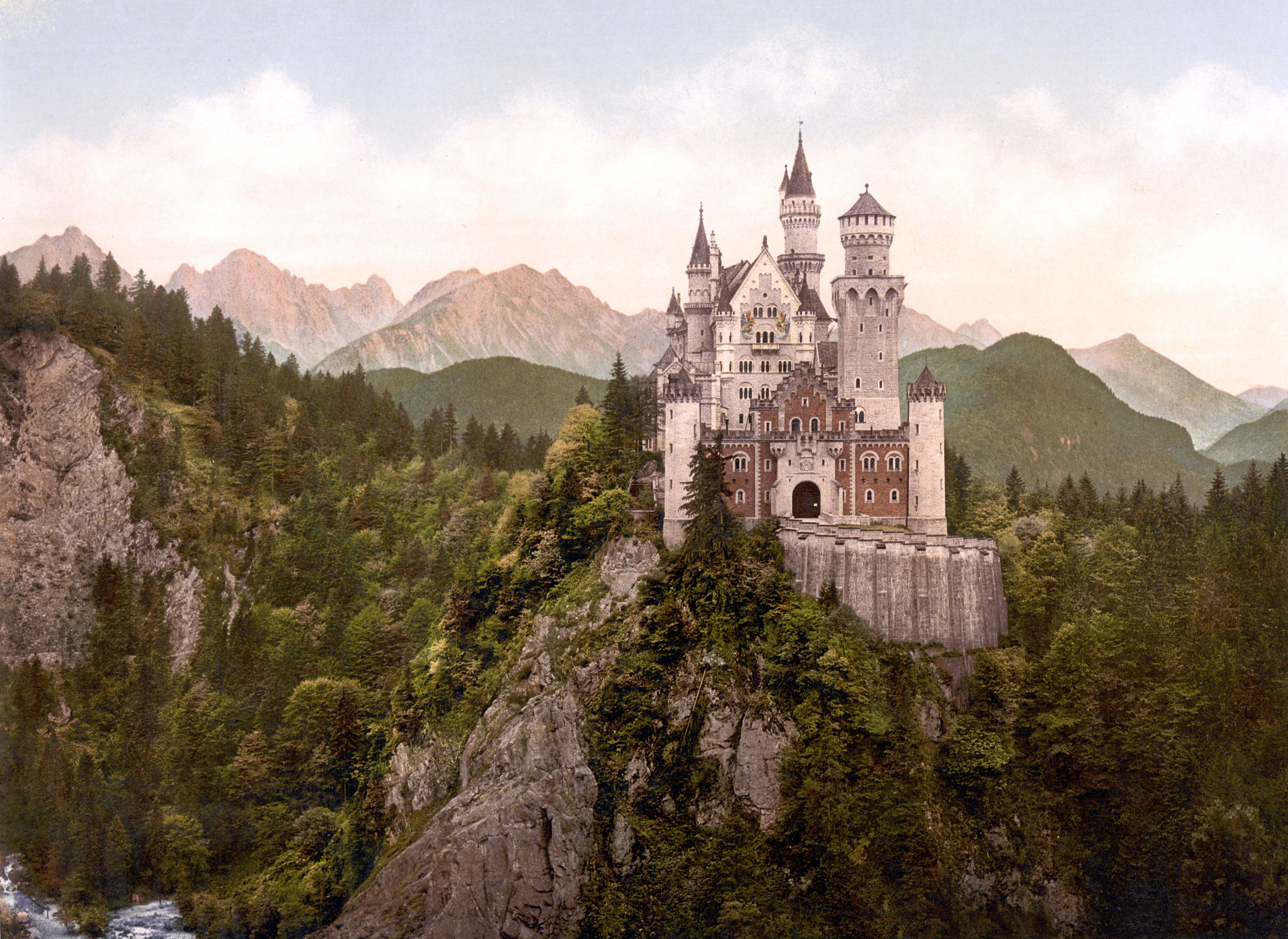
Fotocrom del castell pres entre 1890 i 1905.

En el moment de la mort del rei al llac de Starnberg, el 13 de juny de 1886, el castell de Neuschwanstein era inacabat. Mai va ser la intenció de Lluís II que el castell estigués obert al públic, però tan sols sis setmanes després de la seva mort, les portes del castell van ser obertes als visitants. Amb les recaptacions d'admissió es van pagar en part els préstecs del rei. L'administració pòstuma dels béns del rei va permetre pagar tots els deutes cap a l'any 1899. Fins a l'any 1914 el castell va ser una lucrativa i estable font d'ingressos per a la família Wittelsbach; de fet, els castells de Lluís II eren llur principal font d'ingressos. Per agilitar les visites es van completar algunes de les cambres i parts externes de l'edifici. En aquesta època encara se'ls permetia als visitants de passejar pel castell sense restriccions, de manera que els mobles de l'interior es van desgastar ràpidament. Amb l'adveniment de la república el 1918, el govern va cessar els pagaments a la llista civil a la família reial pel concepte de «despeses de representació». Com a resultat d'aquesta disputa, el 1923 el castell de Neuschwanstein va passar a ser propietat de l'Estat Lliure de Baviera mentre que els ingressos del proper Castell de Hohenschwangau van anar a un fideïcomís establert per la família Wittelsbach.
Durant la Segona Guerra Mundial el Grup de treball del Reichsleiter Rosenberg, un grup del Partit Nazi, va utilitzar el castell per emmagatzemar-hi obres d'art robades a França. Aquestes obres van ser mogudes fora del castell el 1944, però al final de la guerra es van trobar 39 àlbums de fotos catalogant les obres d'art que s'hi havien guardat. Aquests àlbums van ser utilitzats com a proves en els judicis de Nuremberg. Prop del final de la guerra el castell va ser novament utilitzat pels nazis, aquesta vegada per emmagatzemar-hi reserves d'or del Reichsbank, el banc central alemany. L'or va desaparèixer sense deixar pistes abans d'acabar la guerra. L'abril de 1945 Neuschwanstein va escapar d'una demolició per part de tropes de la Waffen-SS per evitar que les obres d'art alemanyes emmagatzemades caiguessin en mans dels aliats. El Gruppenführer a càrrec no va executar l'ordre i va lliurar el castell a les tropes de l'Exèrcit dels Estats Units. Neuschwanstein va sobreviure a la Segona Guerra Mundial sense patir danys.
Després de la guerra el castell va ser utilitzat provisionalment per arxivar documents, a causa de la falta de lloc en la ciutat de Múnic. bombardejada. L'any 2002 parts d'un meteorit van caure a la rodalia del castell. El meteorit està catalogat avui dia com el Meteorit de Neuschwanstein. El 2007 el castell de Neuschwanstein va ser finalista en l'elecció de les noves set meravelles del món modern, però no va resultar electe, en quedar en vuitè lloc. L'any 2008 el govern de Baviera va sol·licitar que el castell fos nominat per a ser part del Patrimoni de la Humanitat de la UNESCO juntament amb els palaus de Linderhof i Herrenchiemsee en un conjunt anomenat Castells de Lluís II.
Neuschwanstein és una de les destinacions turístiques més populars d'Alemanya. Per raons de seguretat, només és possible visitar l'interior del castell amb l'acompanyament d'un guia turístic per fer recorreguts d'aproximadament 35 minuts. És també possible fer recorreguts temàtics amb èmfasi, per exemple, en el món de les sagues descrites en els frescos i quadres de l'interior. El març de 2013 es van concloure els treballs de restauració dels tèxtils en els mobles, catifes i cortines del castell a un cost de 340 000 euros. Simultàniament es van instal·lar proteccions per evitar que els visitants toquin les peces en exhibició i proteccions contra la llum natural i de flaix de fotografia.
Durant la temporada alta, entre juny i agost, el castell té fins a deu mil visitants diaris. El 27 de juny de 2013 el castell va rebre el seixanta-milionè visitant. El 2023 va rebre uns 850.000 visitants i roman el destí turístic mes visitat de Baviera.

## Panoràmiques

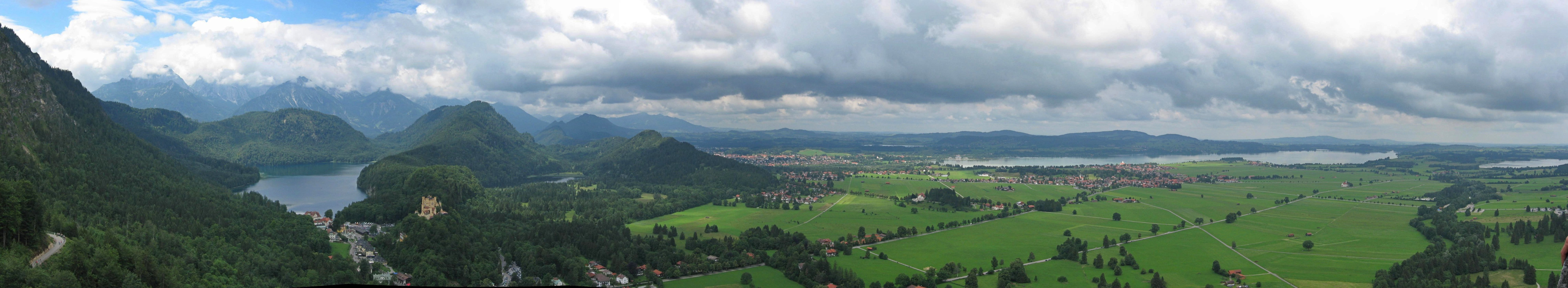
Panorama alpí vist des del castell.

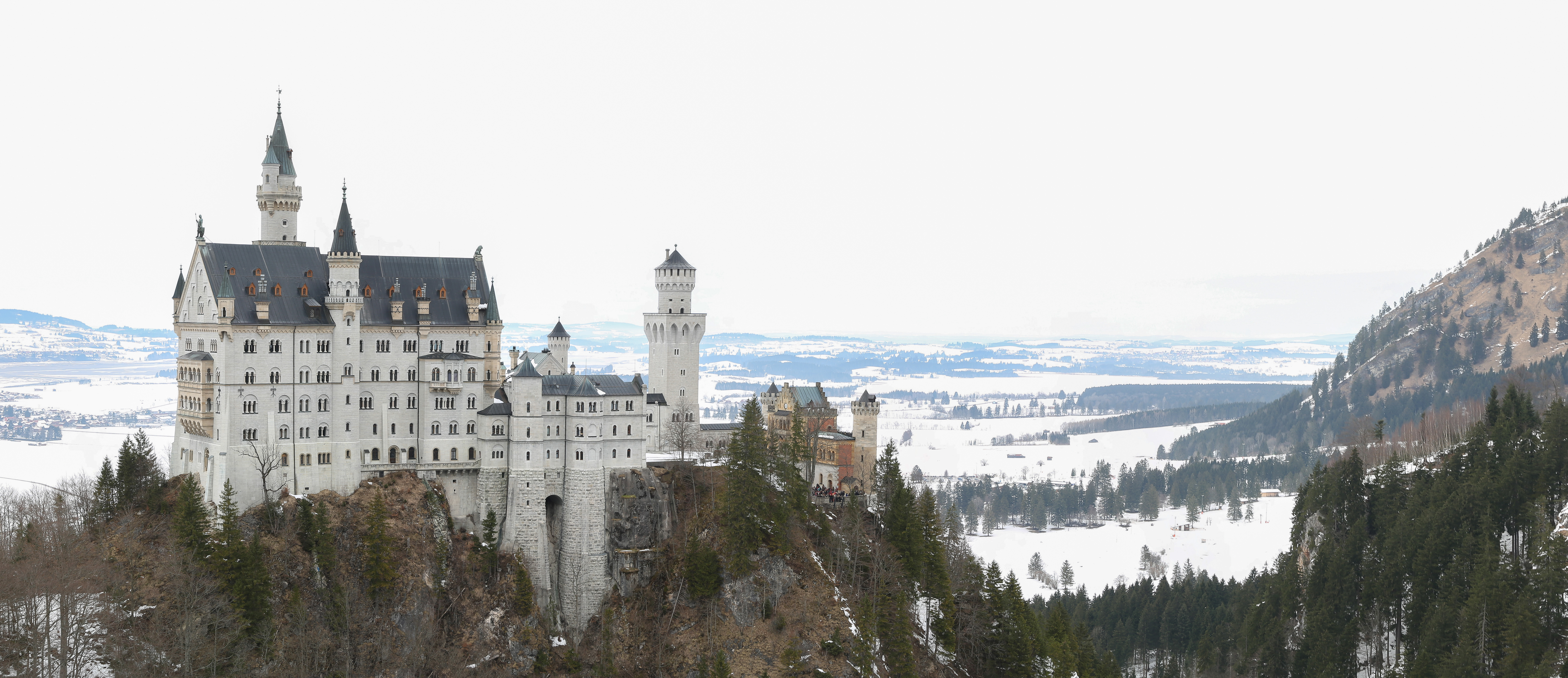
Panorama del castell vist des del congost de Pöllat, a l'hivern.

## Galeria d'imatges

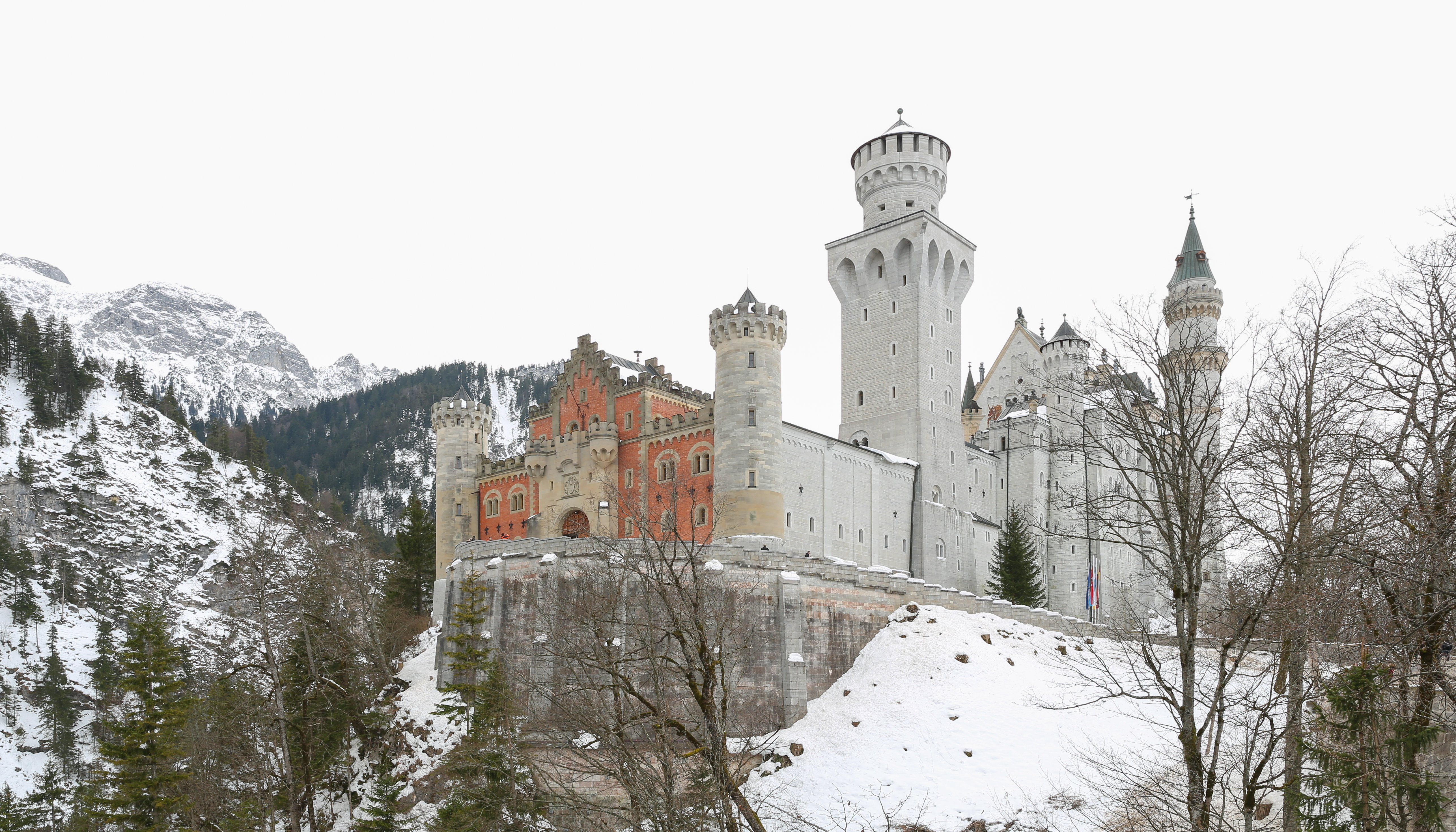
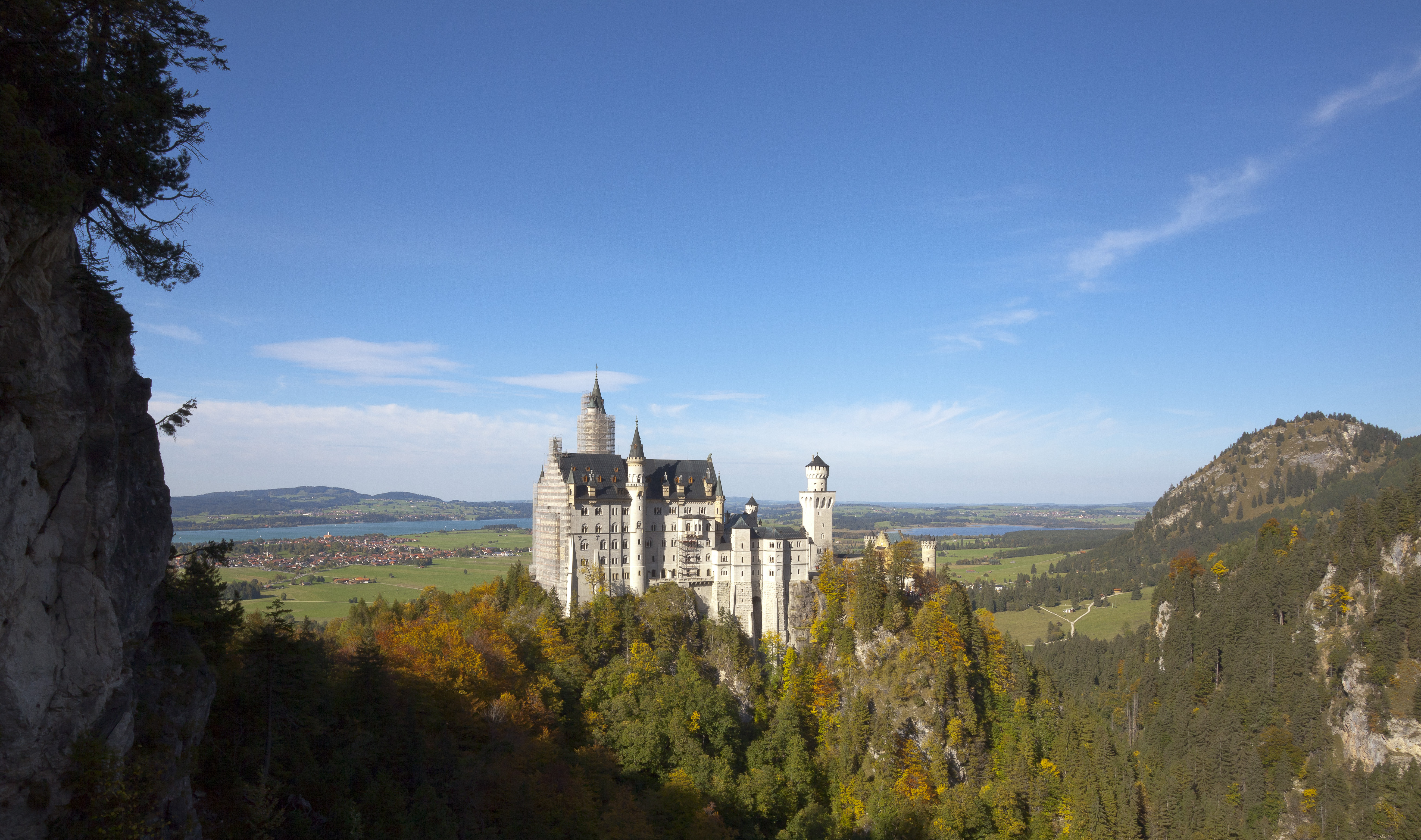
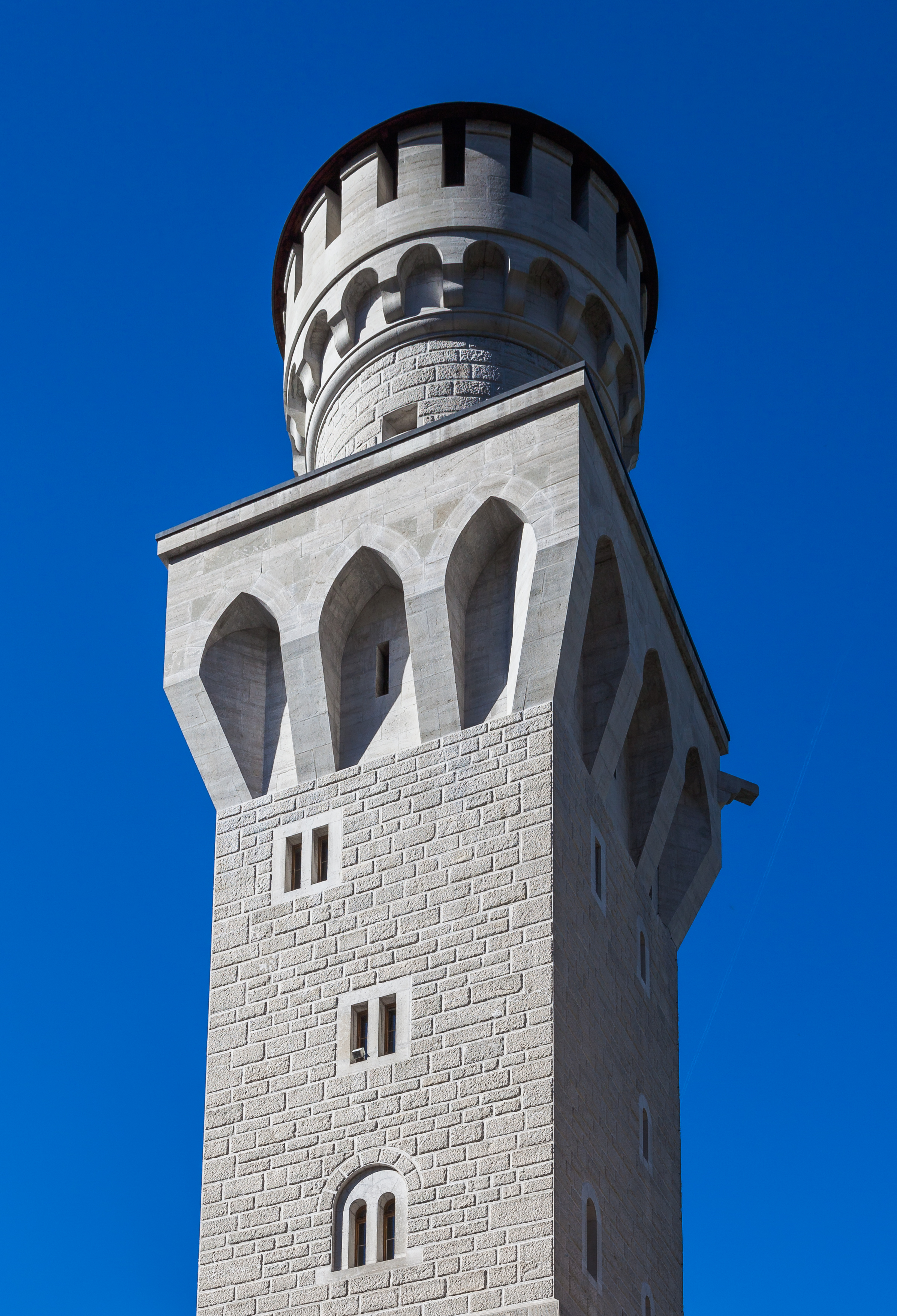
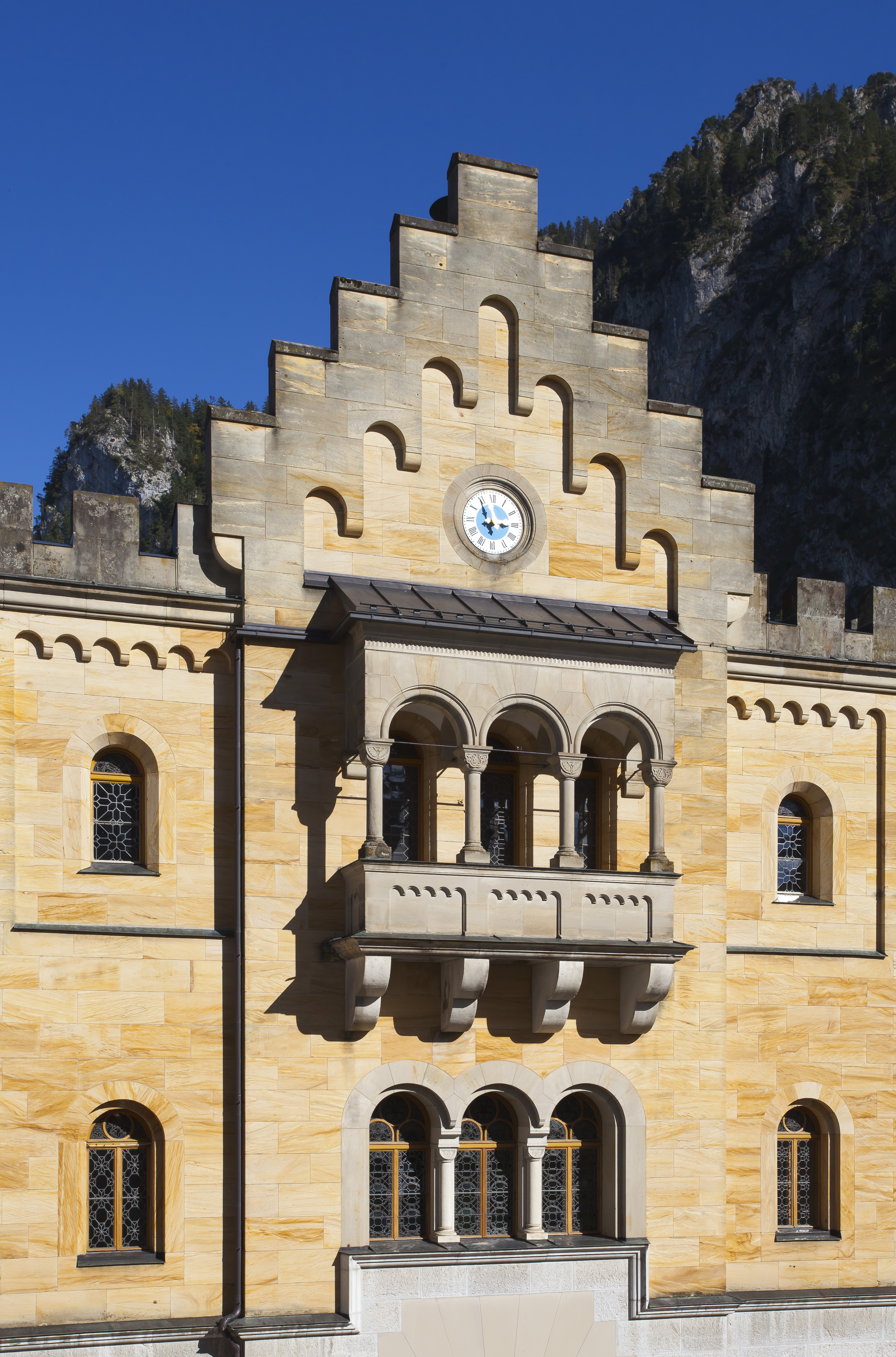
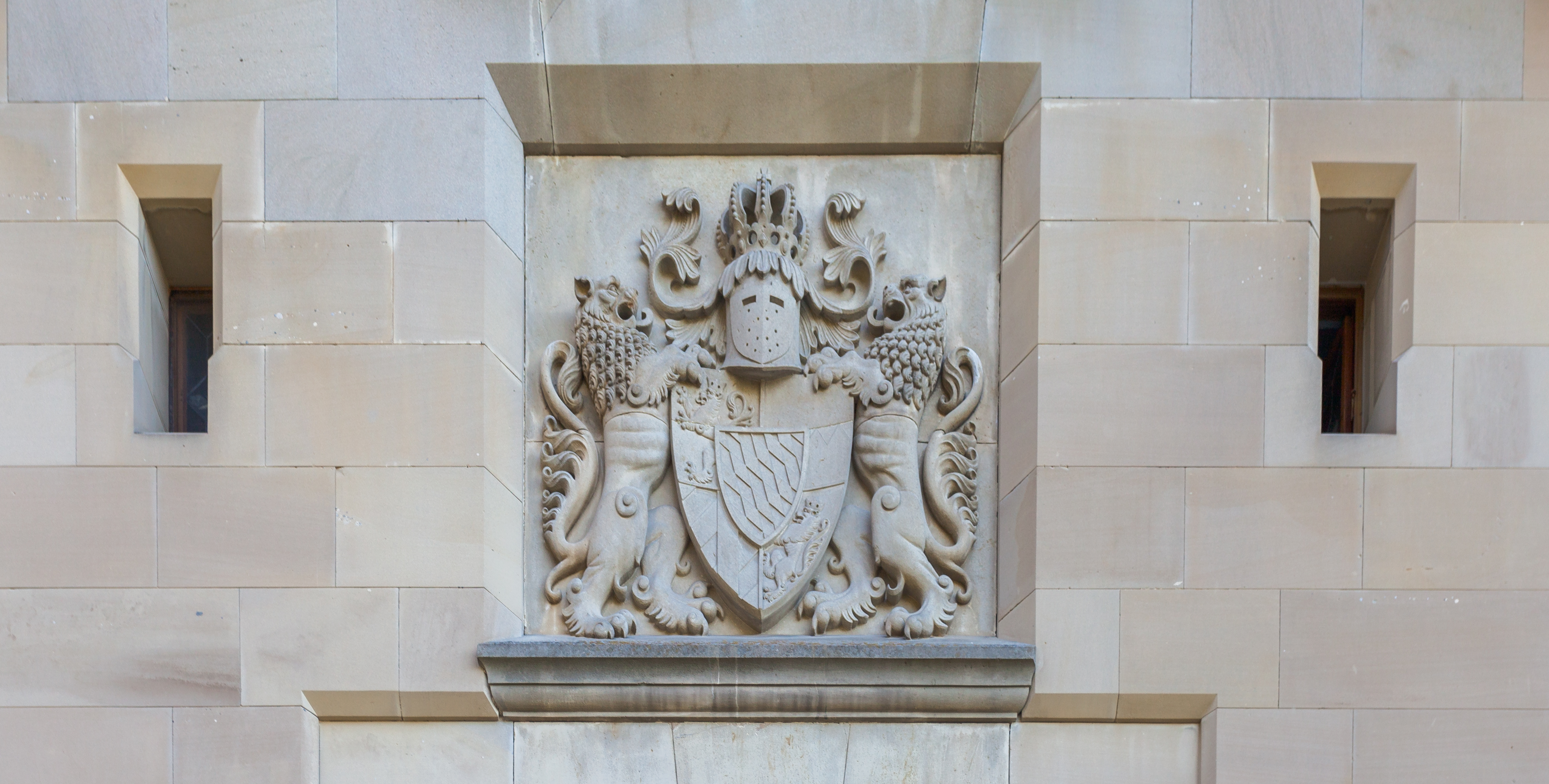
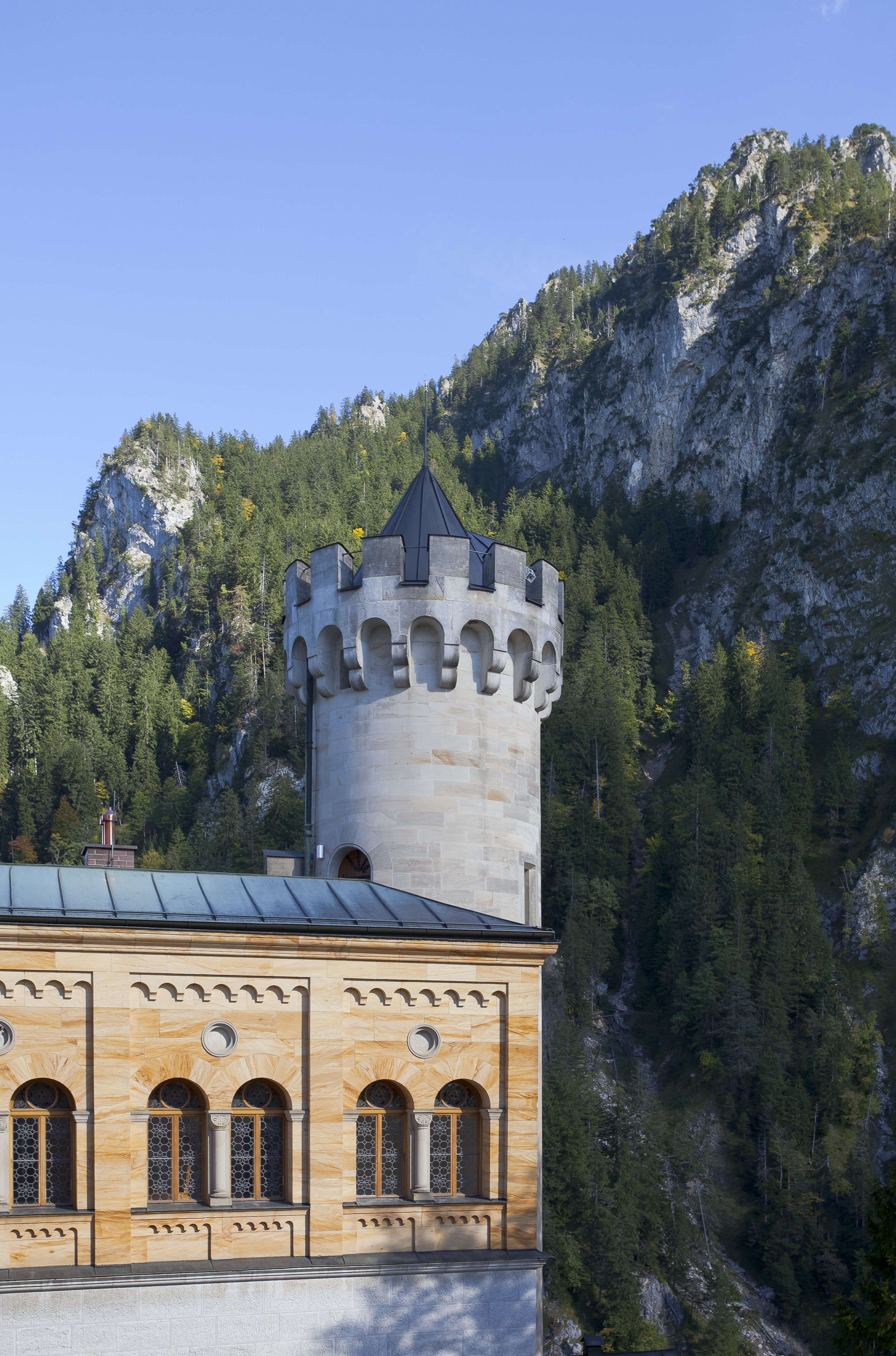
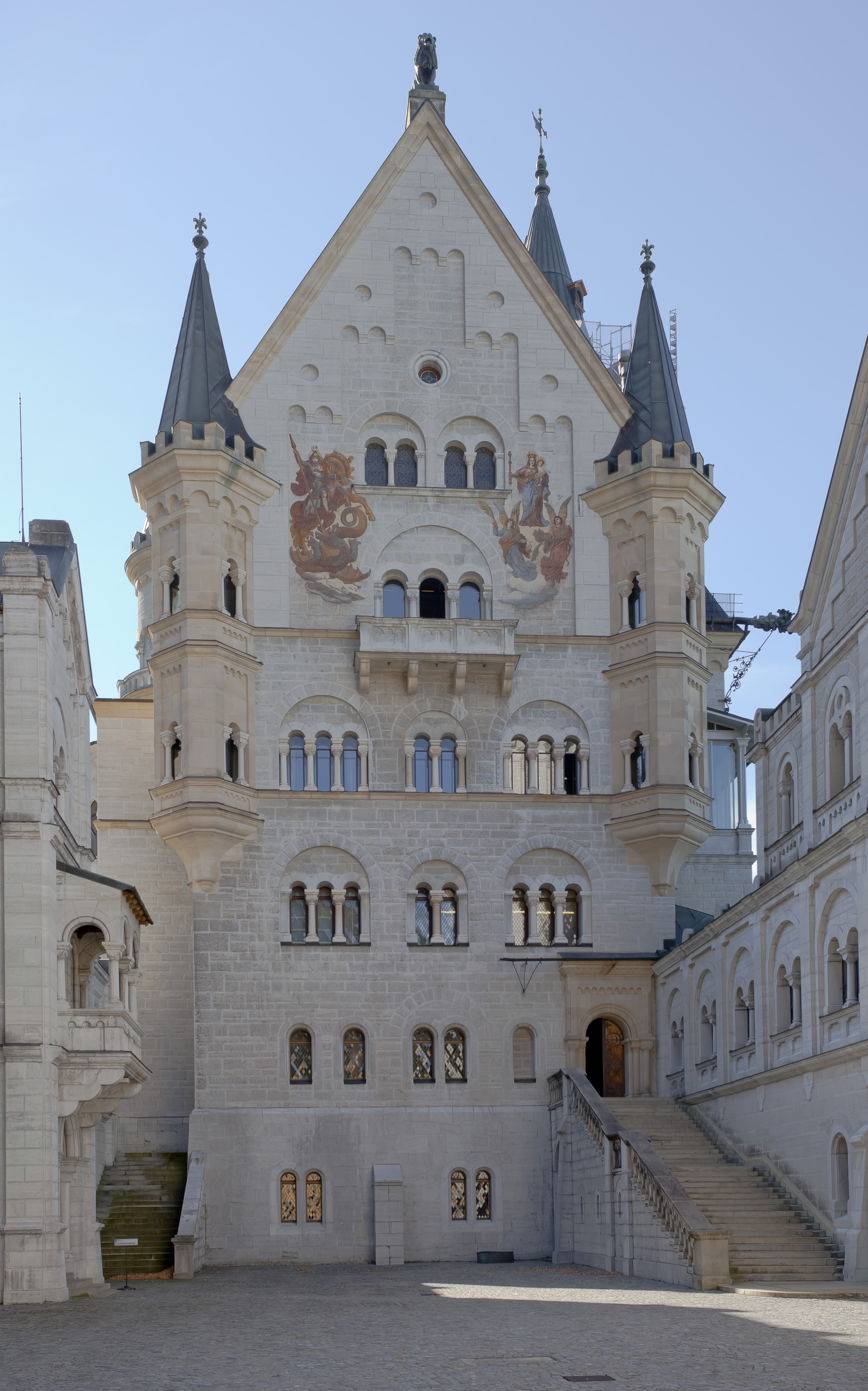
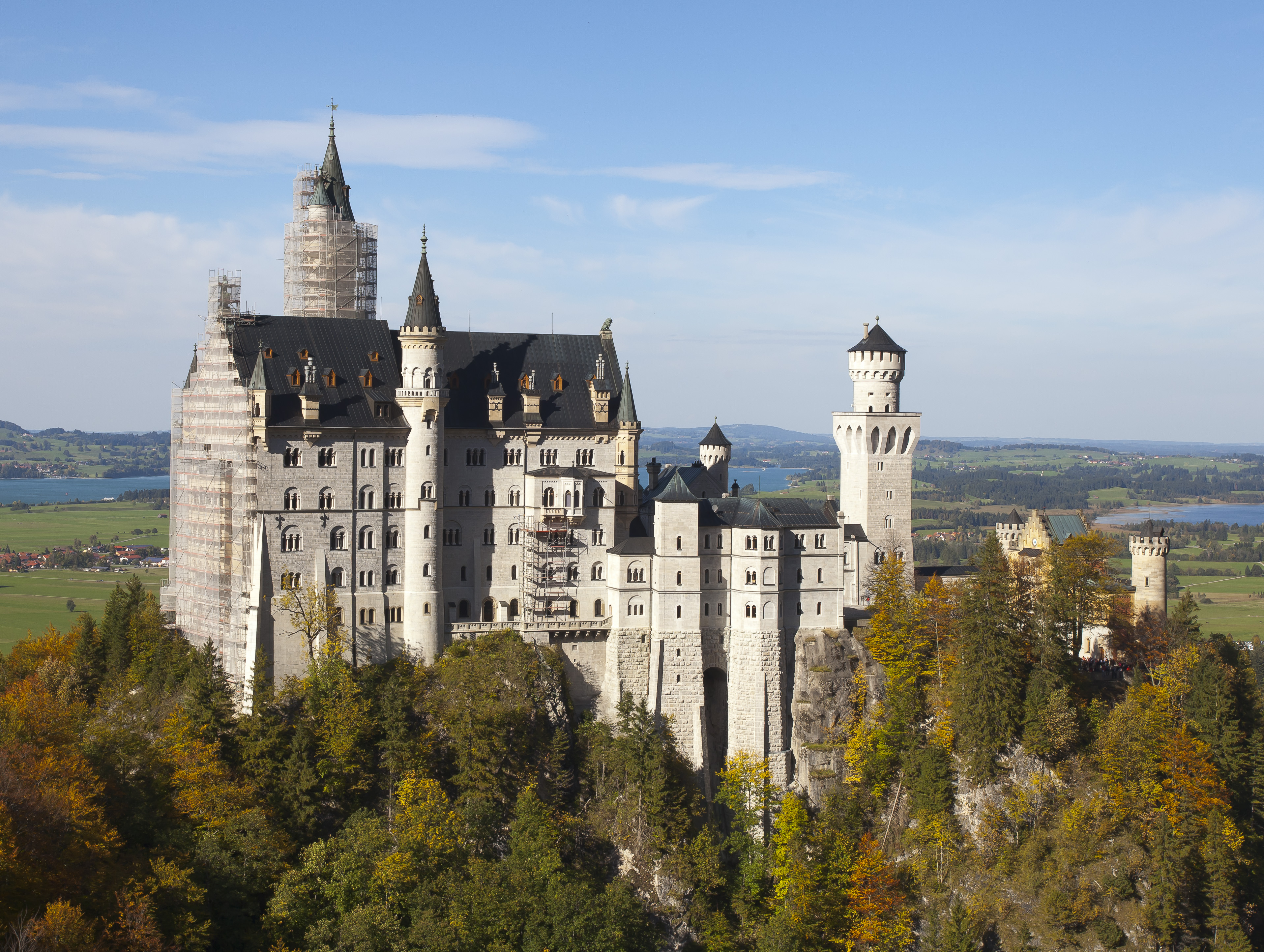
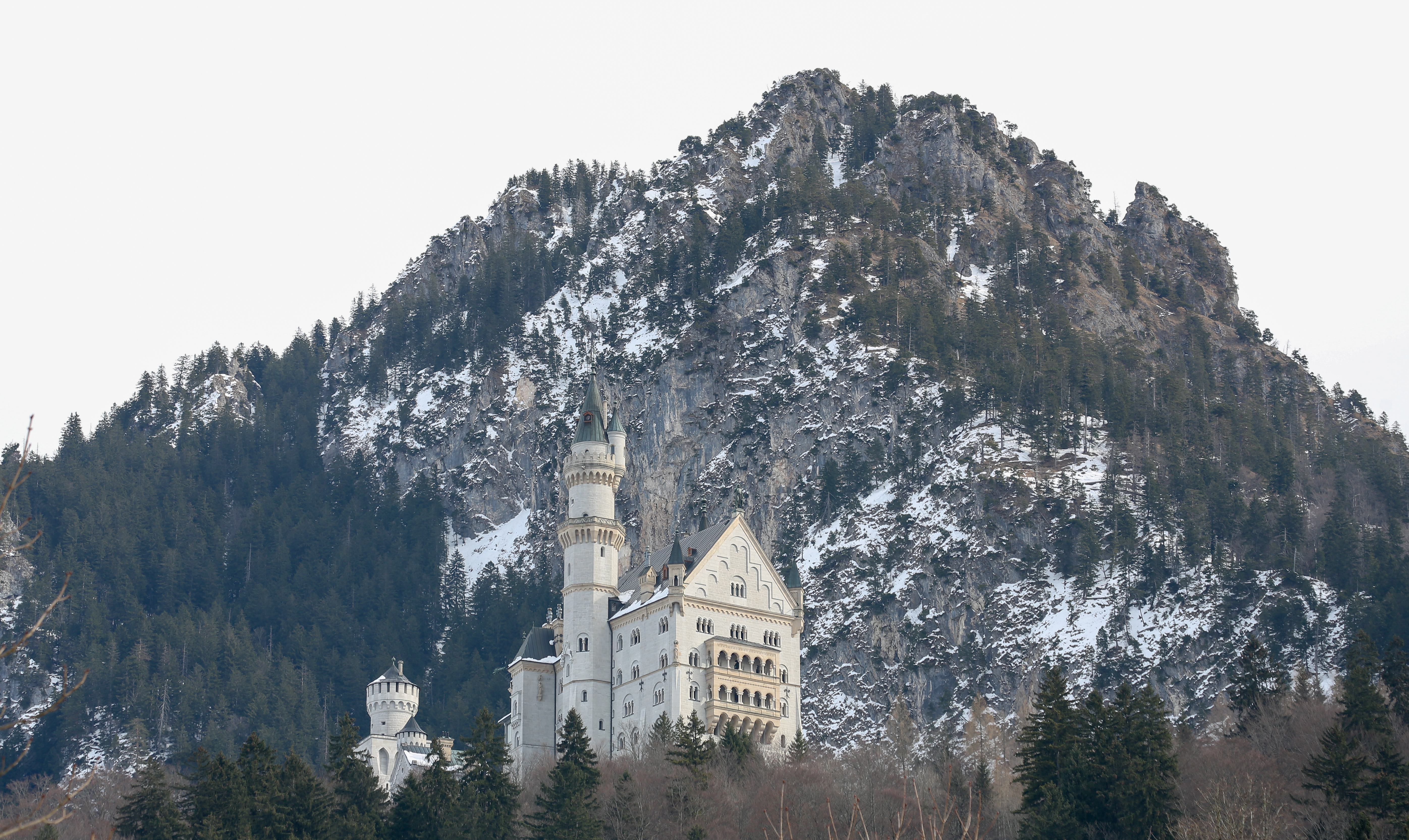
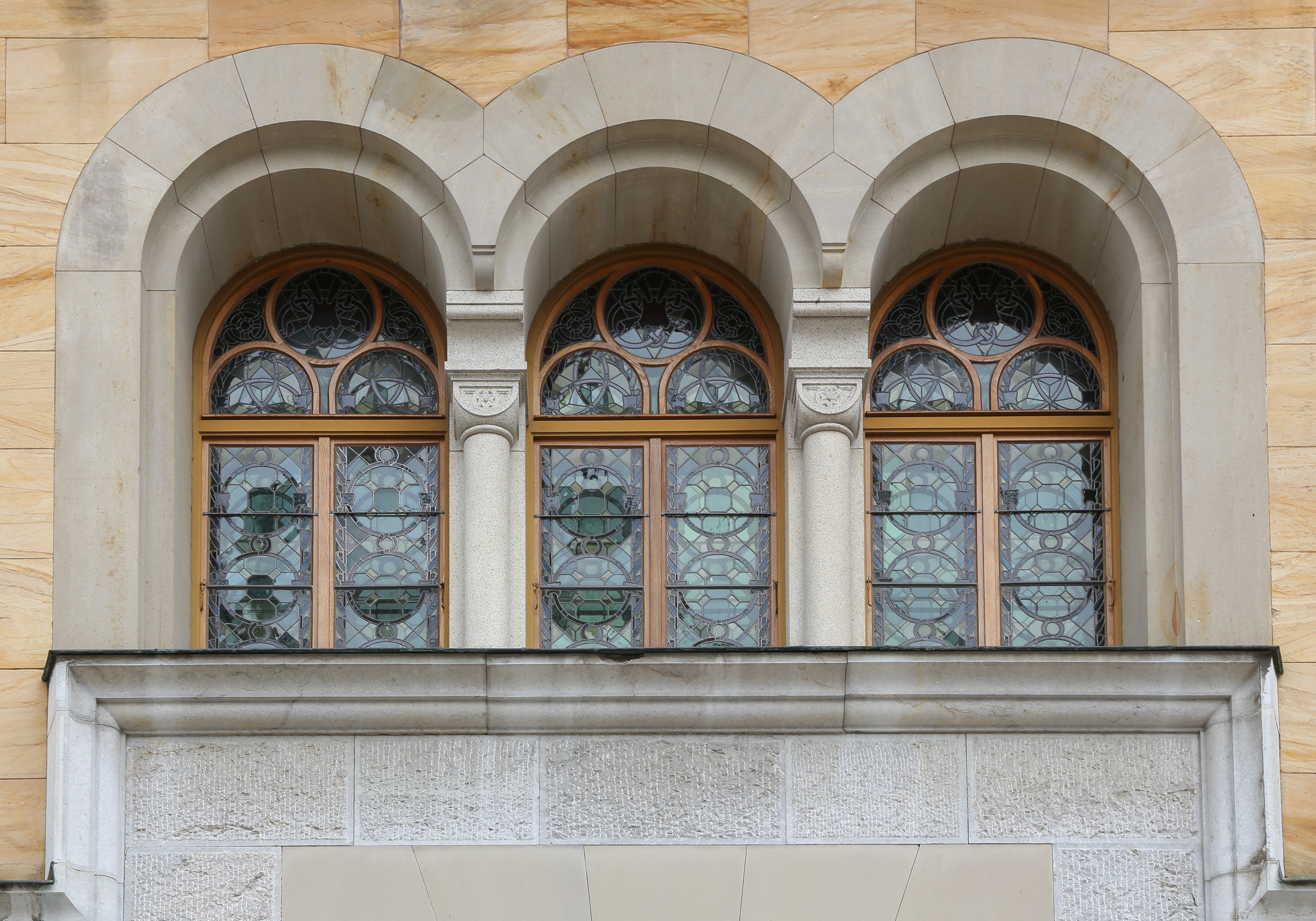
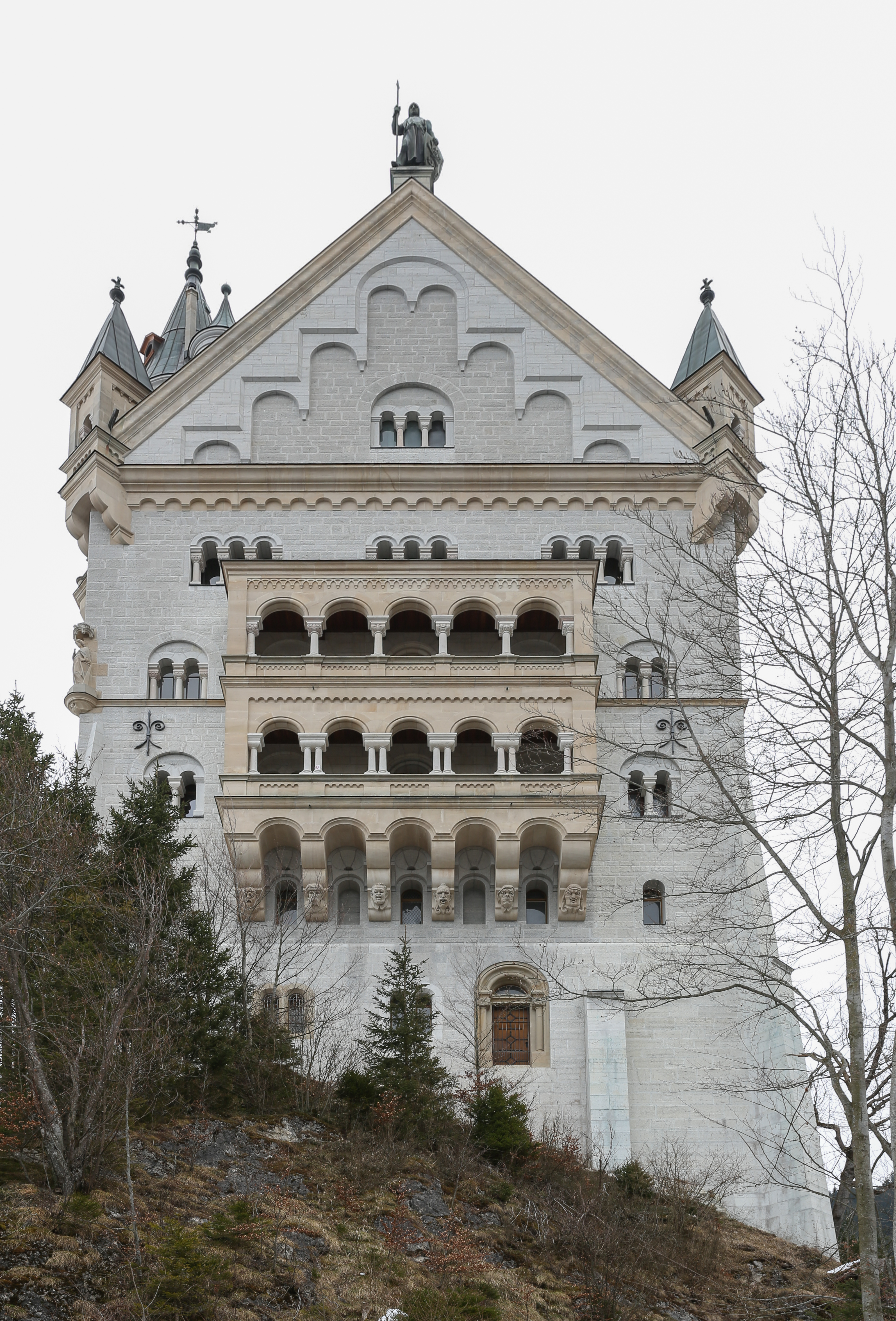
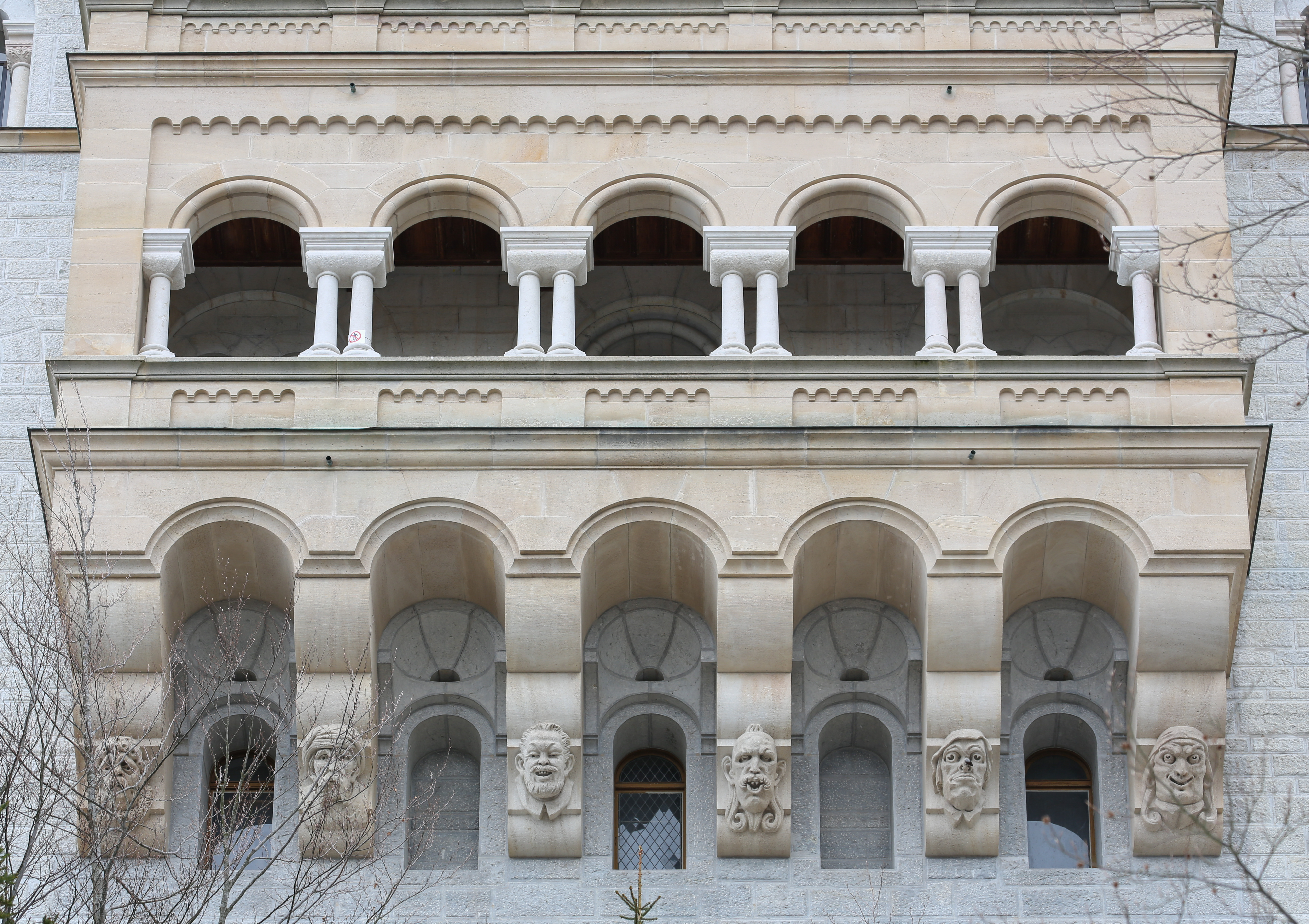
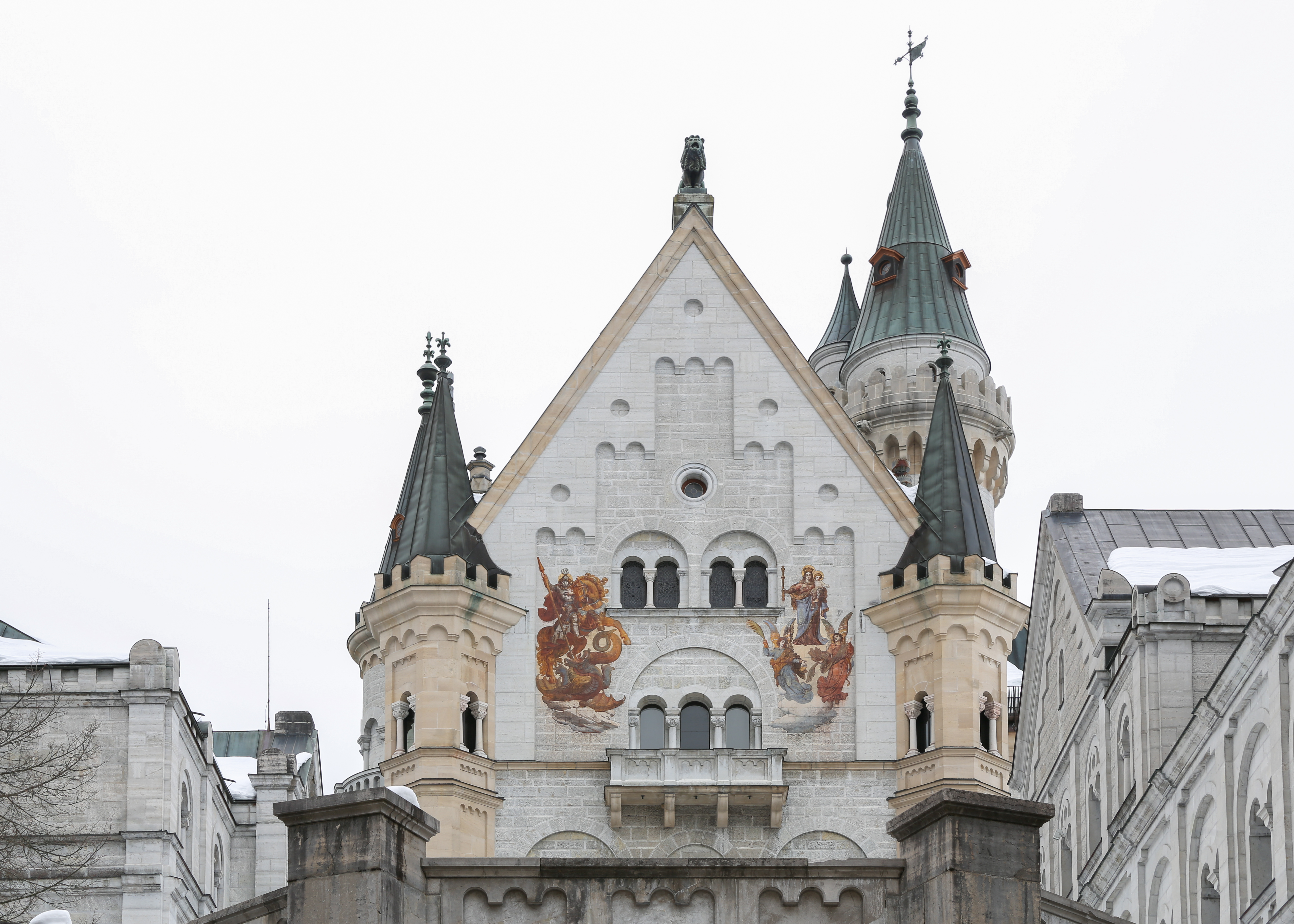
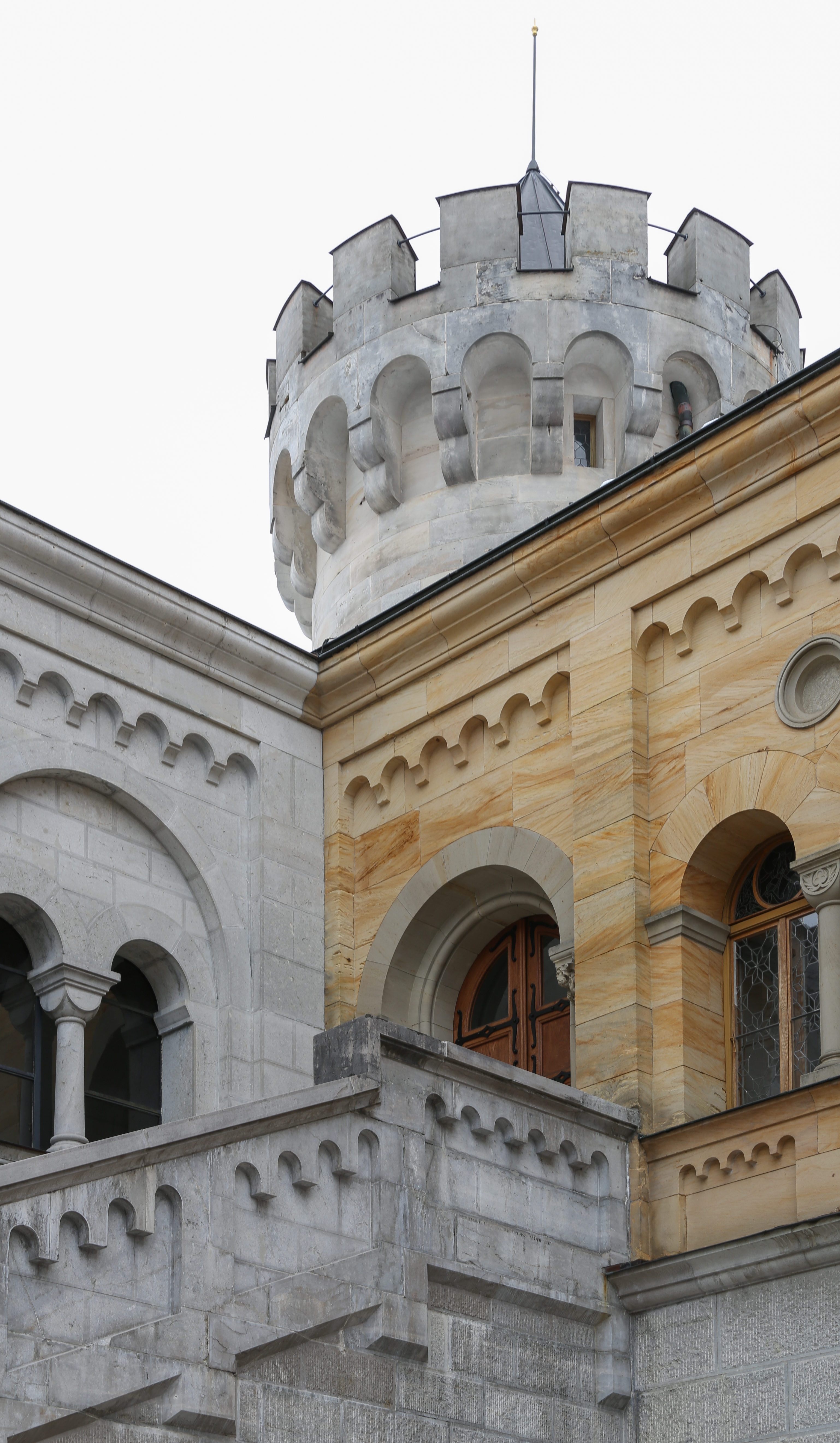
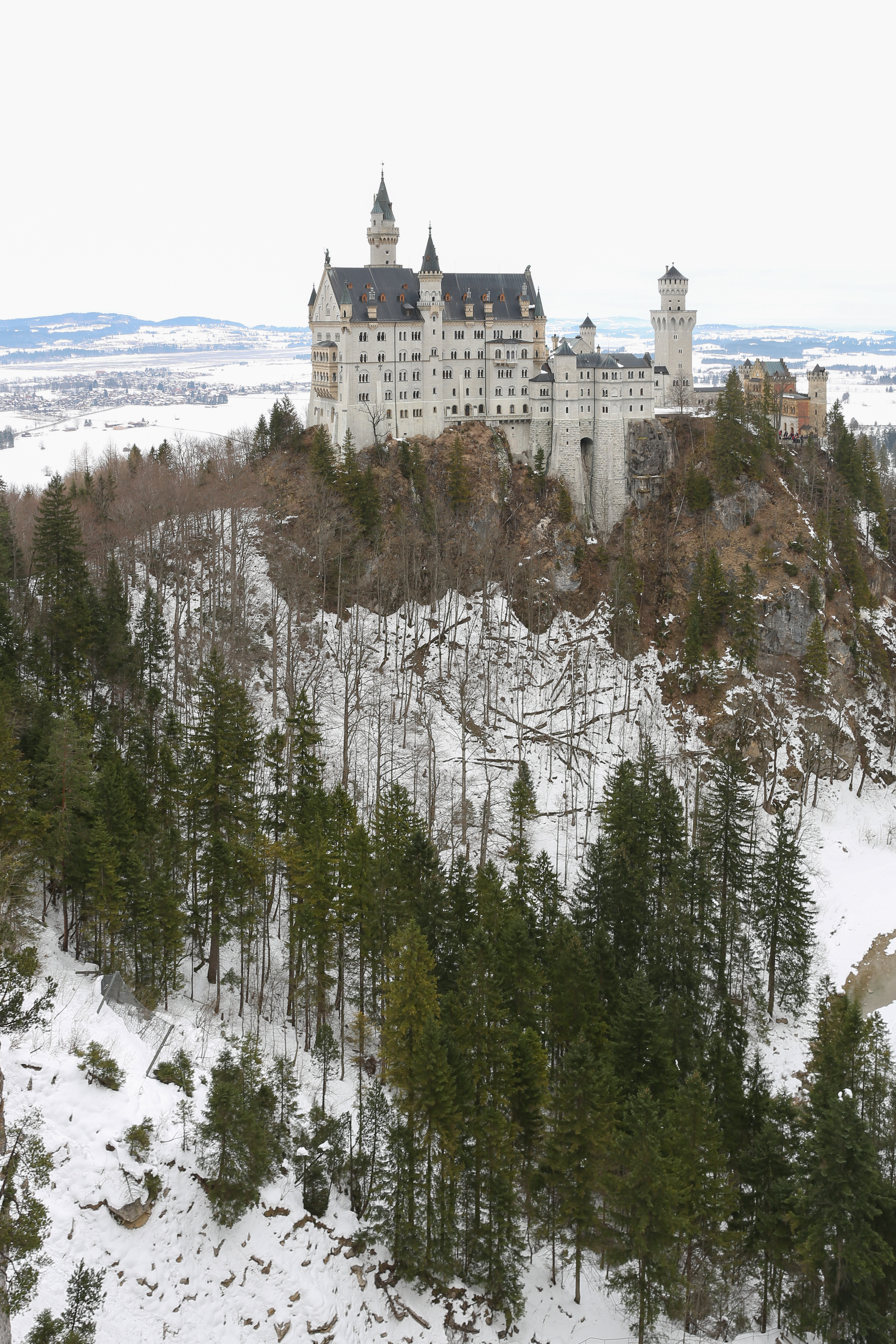
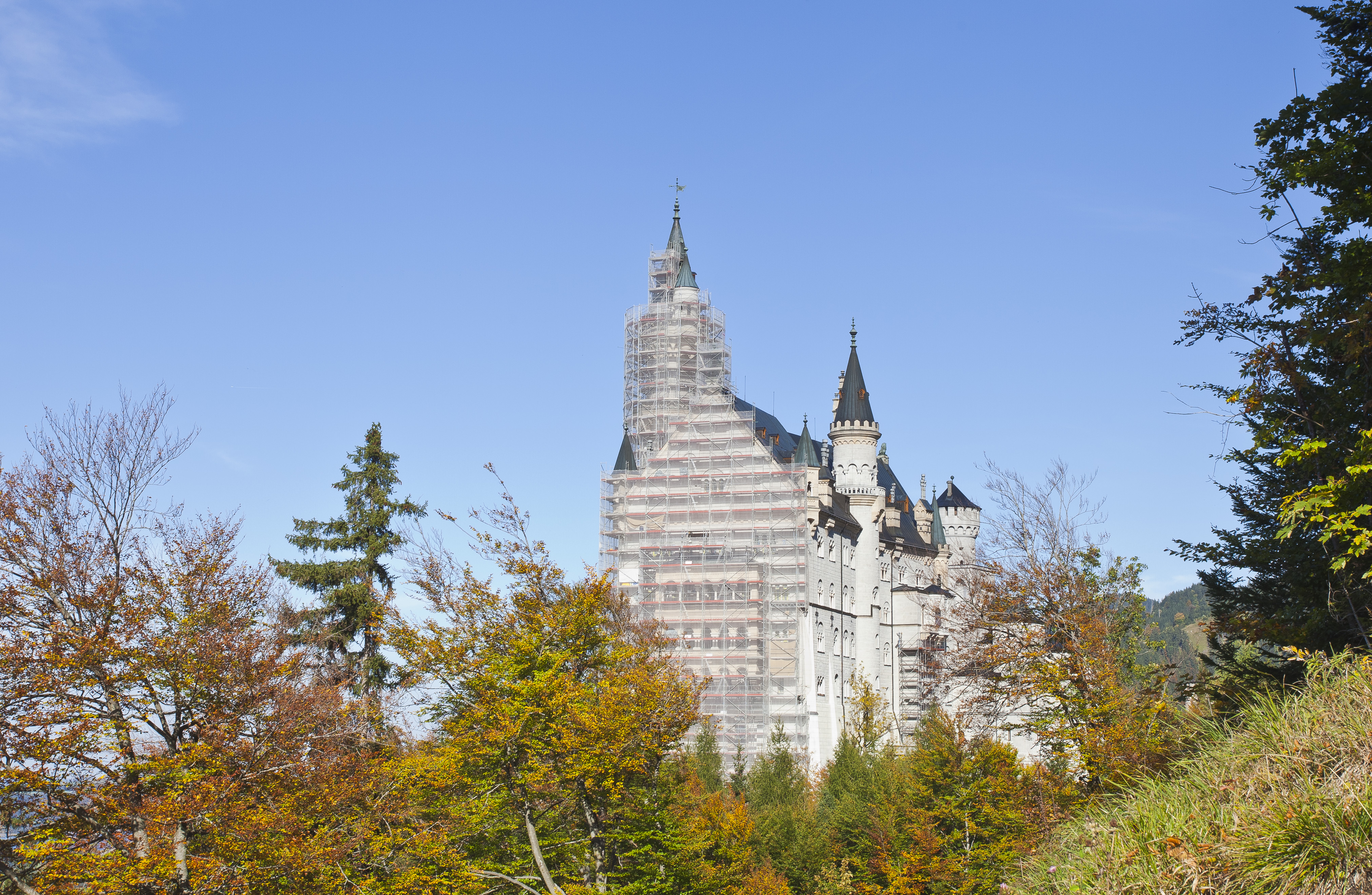